# Ženská práva

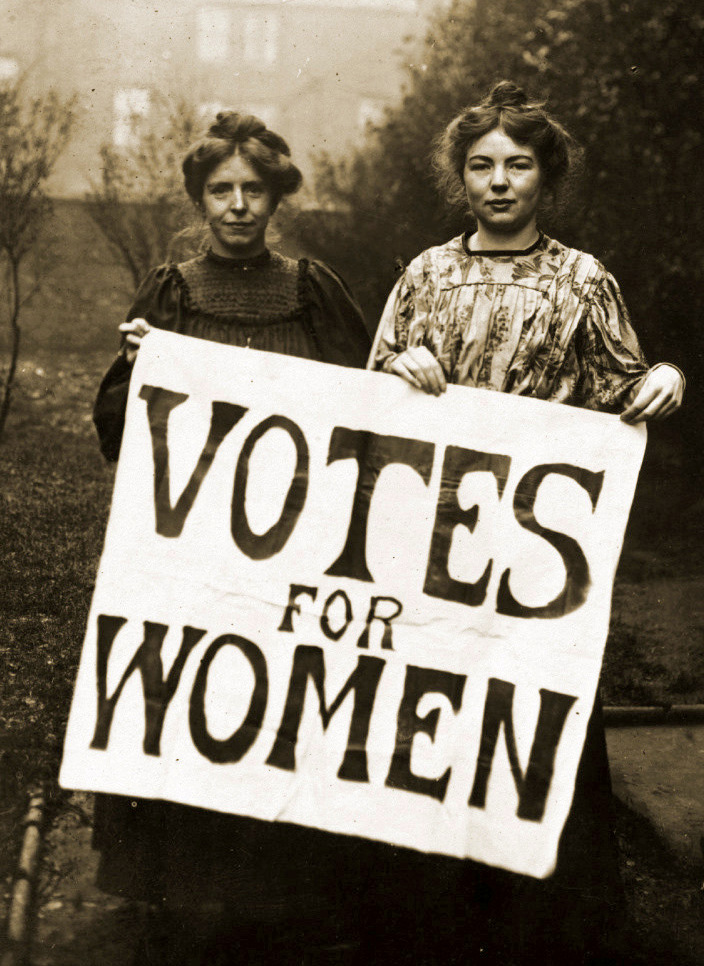
Annie Kenney a Christabel Pankhurst demonstrující za volební právo žen v roce 1908

Ženská práva jsou práva žen a dívek, chápaná jako integrální, nezcizitelná a neoddělitelná součást univerzálních lidských práv a zaměřují se na specifické problémy a nerovnosti, kterým ženy čelí. Práva a nároky, kterých se domáhaly ženy a dívky na celém světě, tvořila základ hnutí za práva žen v 19. století a feministického hnutí ve 20. a 21. století.
Mezi témata tradičně spojovaná s ženskými právy patří například:
- právo na tělesnou integritu a autonomii
- právo na svobodu vyznání
- právo na vzdělání
- volební právo
- právo na práci
- právo na spravedlivou mzdu
- rovná práva mužů a žen
- manželská práva
- rodičovská práva
- právo vstupovat do právních smluv
- právo vlastnit majetek
- právo zastávat veřejný úřad
- právo sloužit u policie nebo ve vojsku

V některých společnostech jsou (některá) ženská práva institucionalizována, podporována zákony, místními zvyklostmi a chováním, zatímco v jiných společnostech mohou být (některá) ignorována či potlačována.

## Historie

### Starověk

#### Mezopotámie
Ženy ve starověkém Sumeru mohly kupovat, vlastnit, prodávat a dědit majetek, mohly se zabývat obchodem a svědčit u soudu jako svědkyně, nicméně jejich manželé se s nimi mohli rozvést za mírné prohřešky a rozvedený manžel se mohl snadno znovu oženit s jinou ženou, pokud mu jeho první žena neporodila potomka. Ženské bohyně, jako například Inanna, byly hojně uctívány. Nejstarší známou básnířkou, jejíž jméno bylo zaznamenáno, je akkadská básnířka Enheduanna, kněžka Inanny a dcera Sargona. Starobabylonské právní kodexy umožňovaly muži kdykoli se rozvést, ale musel manželce vrátit veškerý majetek a někdy jí zaplatit pokutu. Většina zákoníků zakazovala ženě žádat manžela o rozvod a uplatňovala na ženu žádající o rozvod stejné tresty jako na ženu přistiženou při cizoložství. Některé babylonské a asyrské zákony však ženám přiznávaly stejné právo na rozvod jako mužům a vyžadovaly od nich stejnou pokutu. Většina východosemitských božstev byla mužského pohlaví. 

#### Egypt
Ve starověkém Egyptě měla žena stejná práva jako muž, ale jejich rozsah závisel na společenské třídě. Pozemky se dědily po ženské linii z matky na dceru a ženy měly právo spravovat svůj vlastní majetek. Ženy ve starém Egyptě mohly kupovat, prodávat, být partnerem v právních smlouvách, být vykonavatelkami závěti a svědkyněmi právních dokumentů, podávat žaloby k soudu a adoptovat děti.

#### Indie
Ženy se v raném védském období těšily rovnému postavení s muži ve všech aspektech života. Díla staroindických učenců jako Pataňdžali a Káthjána naznačují, že ženy v raném védském období byly vzdělané. Rigvédské verše naznačují, že se ženy vdávaly ve zralém věku a pravděpodobně si mohly samy vybírat manžela.

#### Řecko
Ačkoli většina žen neměla v městských státech starověkého Řecka politická a rovnoprávná práva, až do archaické doby se těšily určité svobodě pohybu. Existují také záznamy o tom, že ženy ve starověkých Delfách, Gortynu, Thesálii, Megaře a Spartě vlastnily půdu, což byla v té době nejprestižnější forma soukromého vlastnictví. Po archaické době však zákonodárci začali přijímat zákony prosazující segregaci pohlaví, což vedlo k omezení ženských práv.
Ženy v klasických Athénách neměly právní subjektivitu a předpokládalo se, že jsou součástí oikosu, v jehož čele stál muž – vládce (kyrios). Až do sňatku byly ženy pod poručnictvím svého otce nebo jiného mužského příbuzného. Po sňatku se manžel stával kyriosem ženy. Jelikož ženy nesměly vést soudní řízení, kyrios tak činil jejich jménem. Athénské ženy mohly nabývat majetková práva pouze prostřednictvím darů, věna a dědictví, zatímco kyrios měl právo nakládat s majetkem ženy. Athénské ženy mohly uzavřít smlouvu pouze v hodnotě nižší, než byla hodnota „medimnos“ ječmene (míra obilí), což jim umožňovalo drobné obchodování. Ženy byly ze starověké athénské demokracie vyloučeny v principu i v praxi. Otroci se po propuštění mohli stát athénskými občany, ale žádná žena ve starověkých Athénách občanství nikdy nezískala.
V klasických Athénách se ženy nesměly stát básnířkami, vědkyněmi, političkami nebo umělkyněmi. V helénistickém období v Athénách se filozof Aristotelés domníval, že ženy by způsobovaly zmatek a zlo, a proto bylo nejlepší držet je odděleně od zbytku společnosti. Toto oddělení znamenalo, že žily v místnosti zvané gynaikeion a staraly se o povinnosti v domácnosti a jen velmi málo se stýkaly s mužským světem. To mělo také zajistit, aby ženy měly pouze legitimní děti od svých manželů. Athénským ženám se dostávalo jen malého vzdělání, s výjimkou domácí výuky základních dovedností, jako předení, tkaní, vaření a určité znalosti hospodaření s penězi.
Ve Spartě byly sice ženy formálně vyloučeny z vojenského a politického života, ale těšily se významnému postavení jako matky sparťanských bojovníků. Zatímco muži se věnovali vojenské činnosti, ženy přebíraly odpovědnost za správu statků. Po vleklých válečných konfliktech ve 4. století př. n. l. vlastnily sparťanské ženy přibližně 35 až 40 % veškeré půdy a majetku. Kontrolovaly své vlastní majetky i majetky mužských příbuzných, kteří byli na cestách s armádou. V helénistickém období patřily k nejbohatším občanům Sparty právě ženy. Dívkám se stejně jako chlapcům dostávalo vzdělání. Ale i přes relativně větší svobodu pohybu sparťanských žen byla jejich role v politice stejná jako u athénských žen.
Platón připouštěl, že rozšíření občanských a politických práv na ženy by podstatně změnilo povahu domácnosti a státu. Aristotelés, který se učil od Platóna, popíral, že by ženy byly otrokyněmi nebo předmětem vlastnictví, a tvrdil, že „příroda rozlišuje mezi ženou a otrokem“. Tvrdil, že hlavní ekonomickou činností žen je ochrana domácího majetku vytvořeného muži. Podle Aristotela práce žen nepřinášela žádnou přidanou hodnotu, protože „umění vést domácnost není totožné s uměním získávat majetek, neboť jedno využívá materiál, který poskytuje druhé“.
Na rozdíl od Platóna stoičtí filosofové prosazovali rovnost pohlaví, neboť sexuální nerovnost podle nich odporovala přírodním zákonům. Navazovali tak na cyniky, kteří tvrdili, že muži a ženy by měli nosit stejný oděv a dostávat stejný druh vzdělání. Manželství chápali spíše jako morální společenství mezi sobě rovnými než jako biologickou nebo společenskou nutnost a tyto názory uplatňovali ve svém životě i učení. Stoikové převzali názory cyniků, doplnili je o své vlastní teorie lidské přirozenosti a postavili tak sexuální rovnostářství na pevný filozofický základ.

#### Řím
Římské právo bylo, podobně jako athénské, vytvářeno muži ve prospěch mužů. Ženy neměly žádný veřejný hlas a žádnou veřejnou roli, což se zlepšilo až po 6.–1. století př. n. l. Svobodně narozené ženy ve starověkém Římě byly občanky, které požívaly právních výsad a ochrany, jež se nevztahovaly na neobčany nebo otroky. Římská společnost však byla patriarchální a ženy nemohly volit, zastávat veřejné funkce ani sloužit v armádě. Ženy z vyšších vrstev uplatňovaly politický vliv prostřednictvím manželství a mateřství. Za římské republiky byly matky bratrů Gracchů a Julia Caesara známé jako příkladné ženy, které podporovaly kariéru svých synů. V císařském období mohly ženy z císařské rodiny získat značnou politickou moc a byly pravidelně zobrazovány v oficiálním umění a na mincích.
Ústředním bodem římské společnosti byl pater familias neboli mužská hlava domácnosti, který vykonával svou autoritu nad všemi svými dětmi, služebnictvem a manželkou. Dívky měly stejná dědická práva jako chlapci, pokud jejich otec zemřel bez zanechání závěti. Podobně jako athénské ženy měly i římské ženy svého poručníka nebo, jak se říkalo, „vychovatele“, který řídil a dohlížel na veškerou jejich činnost. V prvním až šestém století před naším letopočtem se poručenství velmi uvolnilo a ženám bylo umožněno podílet se na veřejných rolích, jako bylo vlastnictví a správa majetku nebo působení jako patronky gladiátorských her a dalších zábavních aktivit. Porodnost byla podporována státem, v letech 27–14 př. n. l. udělovalo ius tritium liberorum („zákonné právo tří dětí“) symbolické pocty a právní výsady ženě, která porodila tři děti, a osvobozovalo ji od mužského poručnictví.
V nejstarším období římské republiky přecházela nevěsta z otcovy péče do „rukou“ (manus) svého manžela. Poté podléhala manželově potestas, i když v menší míře než jejich děti. Tato archaická forma manželství manus byla zrušena v době Julia Caesara, kdy žena zůstala ze zákona pod otcovou autoritou, i když se přestěhovala do domu svého manžela. Toto uspořádání bylo jedním z faktorů nezávislosti, které se římské ženy těšily. Ženy se sice musely v právních záležitostech zodpovídat svému otci, ale v každodenním životě se mu vymykaly a jejich manželé nad nimi neměli žádnou právní moc. Když otec ženy zemřel, stala se právně emancipovanou (sui iuris).
Vdaná žena si ponechala vlastnictví veškerého majetku, který do manželství přinesla. Dívky měly stejná dědická práva jako chlapci, pokud jejich otec zemřel bez zanechání závěti. Podle klasického římského práva neměl manžel právo svou ženu fyzicky týrat nebo ji nutit k sexu. Bití manželky bylo dostatečným důvodem k rozvodu nebo jinému právnímu jednání proti manželovi.
Díky svému právnímu postavení občanky a míře emancipace mohly ženy ve starověkém Římě vlastnit majetek, uzavírat smlouvy a podnikat. Některé z nich získaly a disponovaly značným jměním a v dochovaných nápisech jsou zaznamenány jako dárkyně, které se podílely na financování velkých veřejných staveb. Římské ženy mohly vystupovat před soudem a vést soudní spory, i když bylo obvyklé, že je zastupoval muž. Byly považovány za příliš nevzdělané a slabomyslné, aby mohly vykonávat právnickou praxi, ale zároveň za příliš aktivní a vlivné v právních záležitostech. Proto byl vydán výnos, který umožňoval ženám vést případy pouze pod vlastním jménem, nikoliv jménem jiných. Ale i po zavedení tohoto omezení existuje řada příkladů, kdy ženy v právních záležitostech jednaly zasvěceně a určovaly právní strategii svým mužským obhájcům.
Římské právo uznávalo znásilnění jako zločin, při němž oběť nenesla žádnou vinu, a jako hrdelní zločin. Znásilnění ženy bylo považováno za útok na čest její rodiny a otce. Z hlediska zákona mohlo být znásilnění spácháno pouze na bezúhonném občanovi. Znásilnění otrokyně mohlo být stíháno pouze jako poškození majetku jejího majitele.
První římský císař Augustus svůj nástup k moci formuloval jako návrat k tradiční morálce a pokusil se regulovat chování žen prostřednictvím morálních zákonů. Cizoložství, které bylo za republiky soukromou rodinnou záležitostí, bylo kriminalizováno a široce definováno jako nedovolený pohlavní styk (stuprum), k němuž došlo mezi vdanou ženou a jiným mužem než jejím manželem. Vdaná žena tedy mohla mít sex pouze se svým manželem, ale ženatý muž se nedopustil cizoložství, když měl sex s prostitutkou, otrokyní nebo osobou s marginálním postavením (infamis). Většina prostitutek ve starověkém Římě byly otrokyně, i když některé otrokyně byly chráněny před nucenou prostitucí doložkou v kupní smlouvě. Svobodná žena, která pracovala jako prostitutka nebo společnice, ztrácela své společenské postavení a stávala se infamis, „zneuznanou“. Tím, že dala své tělo veřejně k dispozici, se v podstatě vzdala práva na ochranu před sexuálním zneužitím nebo fyzickým násilím.
Vývoj římského práva ovlivnila stoická filozofie. Stoikové císařské éry, jako byli Seneca a Musonius Rufus, rozvíjeli teorie spravedlivých vztahů. Neobhajovali sice rovnost ve společnosti nebo před zákonem, ale zastávali názor, že příroda dává mužům a ženám stejnou schopnost ctnosti a stejnou povinnost ctnostně jednat, a proto mají muži i ženy stejnou potřebu filozofického vzdělání. Předpokládá se, že tyto filozofické směry mezi vládnoucí elitou přispěly ke zlepšení postavení žen v císařství. V Římě neexistoval systém státem podporovaného školství a vzdělání bylo dostupné pouze těm, kteří si ho mohli zaplatit. Zdá se, že dcery senátorů a rytířů pravidelně získávaly základní vzdělání (pro věk od 7 do 12 let). Bez ohledu na pohlaví se málokdo vzdělával nad tuto úroveň. Dívky ze skromných poměrů se mohly vzdělávat, aby pomáhaly v rodinném podniku nebo aby získaly dovednosti v oblasti gramotnosti, které jim umožnily pracovat jako písařky a sekretářky. Hypatia z Alexandrie byla ženou, která ve starověkém světě dosáhla největšího věhlasu díky své vzdělanosti, vedla pokročilé kurzy pro mladé muže a radila římskému prefektovi Egypta v politických otázkách. Svým vlivem se dostala do konfliktu s alexandrijským biskupem Cyrilem, který se možná podílel na její násilné smrti v roce 415 rukou křesťanského davu.

#### Byzantská říše
Jelikož byzantské právo v podstatě vycházelo z práva římského, právní postavení žen se oproti praxi 6. století výrazně nezměnilo. Stále však přetrvávalo tradiční omezování žen ve veřejném životě a také nepřátelství vůči nezávislým ženám. Větší vliv řecké kultury přispěl k vyhraněnému postoji, že role žen byla spíše domácí než veřejná. Rostl také trend, že ženy, které nebyly prostitutkami, otrokyněmi nebo společnicemi, byly zcela zahalené. Stejně jako v předchozím římském právu nemohly ženy svědčit u soudu, zastávat správní funkce nebo vést bankovnictví, ale stále mohly dědit majetek a vlastnit půdu.
Vlivem církve došlo ke zrušení dřívějších zákonů ohledně celibátu a bezdětnosti a tím usnadnění vstupu do řeholního života a možnosti náležitého zaopatření manželky. Církev také podporovala politickou moc těch, kteří byli vůči duchovenstvu přátelští.
Císař Konstantin ustanovil omezení sňatků senátorů a jiných vysoce postavených mužů s ženami nižšího postavení, ale Justinián tato opatření téměř úplně zrušil. Za Justiniána bylo také schváleno jmenování matek a babiček do role vychovatelek. Druhý sňatek byl znevýhodněn uzákoněním podmínky, že při novém sňatku zaniká právo vdovy na majetek, a koncem 9. století byl stanoven postih za třetí sňatek. Zároveň se nezbytnou součástí obřadu uzavření manželství stalo požehnání od kněze.

#### Čína

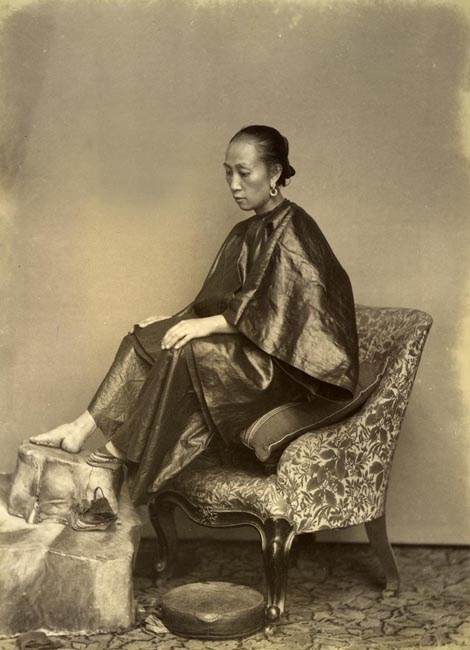
Čínská žena s chodidly zdeformovanými svazováním

Ve starověké Číně byly ženy považovány za podřízené a měly podřízené právní postavení založené na konfuciánském právu. V císařské Číně prosazovaly „tři poslušnosti“, aby dcery poslouchaly své otce, manželky své manžely a vdovy své syny. Ženy nemohly dědit podniky ani majetek a muži museli pro tyto finanční účely adoptovat syna. Pozdně císařské právo také obsahovalo sedm různých typů rozvodů. Žena mohla být vypovězena, pokud neporodila syna, dopustila se cizoložství, neposlouchala manželovy rodiče, příliš mluvila, kradla, podléhala záchvatům žárlivosti nebo trpěla nevyléčitelnou nemocí nebo poruchou. Existovala však i omezení pro manžela, nemohl se například rozvést, pokud žena dbala o smuteční místa jeho rodičů, pokud neměla rodinu, ke které by se mohla vrátit, nebo pokud manželova rodina byla dříve chudá a od té doby zbohatla.
Konfuciánské myšlení odsouvalo ženy v Číně do podřízených rolí a svazování chodidel je ponechávalo v domácnosti. Svazování chodidel spočívalo v úpravě struktury kostí tak, aby chodidla byla dlouhá jen asi deset centimetrů. Svázaná chodidla způsobovala potíže při pohybu, čímž značně omezovala aktivitu ženy. V 19. století mělo svázané nohy asi 45 % čínských žen, u vyšších vrstev to bylo téměř 100 %. V roce 1912 čínská vláda svazování chodidel zakázala.
Během Čínské republiky a dřívějších čínských vlád se ženy mohly legálně kupovat a prodávat do otroctví jako služebné v domácnosti. Tyto ženy byly známé jako Mui Tsai. Životy Mui Tsai zaznamenala americká feministka Agnes Smedley ve své knize Portraits of Chinese women in revolution (Portréty čínských žen v období revoluce).
V roce 1949 byla Čínská republika svržena komunistickými partyzány vedenými Mao Ce-tungem a v témže roce byla založena Čínská lidová republika. V květnu 1950 přijala Čínská lidová republika nový zákon o manželství, který měl řešit prodej žen do otroctví. Ten zakázal sňatky uzavírané v zastoupení a legalizoval manželství, pokud s ním oba partneři souhlasili. Nový zákon o manželství zvýšil zákonný věk pro uzavření manželství na 20 let pro muže a 18 let pro ženy. To byla zásadní součást pozemkové reformy na venkově, protože ženy již nemohly být legálně prodávány statkářům. Oficiální heslo znělo: „Muži a ženy jsou si rovni, každý má svou cenu“.

### Středověk

#### Náboženské spisy

##### Bible
Až do biblického období byla role žen ve společnosti značně omezena, nicméně v bibli jsou ženy zobrazeny jako ty, které mají právo zastupovat se u soudu, schopnost uzavírat smlouvy a právo kupovat, vlastnit, prodávat a dědit majetek. Bible zaručuje ženám právo na sex s manželem a přikazuje manželům, aby své ženy živili a šatili. Porušení těchto starozákonních práv polygamním mužem dávalo ženě důvod k rozvodu.

##### Korán
Korán poskytl islámské komunitě vodítko a upravil stávající zvyky v arabské společnosti. Korán přisuzuje ženám omezená práva v oblasti manželství, rozvodu a dědictví. Tím, že korán stanovil, že žena, nikoli její rodina, obdrží od manžela věno, které může spravovat jako svůj osobní majetek, učinil z ženy zákonnou stranu manželské smlouvy.
Zatímco v obyčejovém právu bylo dědictví často omezeno na mužské potomky, korán obsahoval pravidla pro dědictví s určitými pevně stanovenými podíly, které se rozdělovaly určeným dědicům, nejprve nejbližším ženským příbuzným a poté nejbližším mužským příbuzným. Ve srovnání s předislámským postavením žen znamenalo islámské zákonodárství obrovský pokrok, žena získala právo, alespoň podle litery zákona, spravovat majetek, který přinesla do rodiny nebo který získala vlastní prací.
Pro arabské ženy přinesl islám zákaz infanticidy ženského pohlaví a uznání plné osobnosti ženy. Obecně získaly ženy větší práva než v předislámské Arábii a středověké Evropě. V jiných kulturách bylo ženám takové právní postavení přiznáno až o několik století později.

#### Západní Evropa
Práva žen byla chráněna již raně středověkou křesťanskou církví, jedno z prvních formálních právních ustanovení o právech manželek bylo vyhlášeno koncilem v Adge v roce 506, který stanovil, že pokud chce být mladý ženatý muž vysvěcen, potřebuje souhlas své manželky.
Anglikánská církev a kultura ve středověku považovala ženy za slabé, nerozumné, náchylné k pokušení a vyžadující neustálé udržování na uzdě. V křesťanské kultuře v Anglii se to projevilo prostřednictvím příběhu o Adamovi a Evě, kde Eva podlehla Satanovým pokušením a přiměla Adama sníst jablko. Tato víra vycházela z učení svatého Pavla, že bolest při porodu je trestem za tento čin, který vedl k vyhnání lidstva z rajské zahrady. Podřízenost žen se objevuje i v mnoha středověkých spisech, například teolog Jacques de Vitry z roku 1200 n. l. (který byl ženám spíše nakloněn) zdůrazňoval poslušnost žen vůči jejich mužům a popisoval ženy jako slizké, slabé, nedůvěryhodné, prohnané, lstivé a tvrdohlavé. Církev také propagovala pannu Marii jako vzor, který by ženy měly napodobovat, protože byla nevinná ve své sexualitě, byla provdána a nakonec se stala matkou. To byl hlavní cíl stanovený kulturně i nábožensky v celé středověké Evropě. Znásilnění bylo ve středověké Anglii vnímáno také jako zločin proti otci nebo manželovi a porušení jejich ochrany a opatrovnictví žen, o které se v domácnosti starají. Identita žen ve středověku byla také označována prostřednictvím jejich vztahů s muži, s nimiž se stýkaly, například „jeho dcera“ nebo „manželka toho a toho“. Navzdory tomu všemu církev stále zdůrazňovala důležitost lásky a vzájemného poradenství v manželství a zakazovala jakoukoli formu rozvodu, aby se o ženu měl kdo starat.
V celé středověké Evropě byly ženy v právním postavení podřízeny mužům, nesměly chodit k soudům a byly nuceny přenechávat všechny právní záležitosti svým mužům. V právním systému byly ženy považovány za majetek mužů, takže jakékoliv jejich ohrožení nebo zranění bylo záležitostí jejich mužských poručníků.
V irském právu bylo ženám zakázáno vystupovat u soudů jako svědkyně, ve velšském právu mohlo být svědectví žen akceptováno vůči jiným ženám, ale ne vůči mužům. Velšské zákony, konkrétně Zákony Hywel Dda, také odrážely odpovědnost mužů za placení výživného na děti narozené mimo manželství, což dávalo ženám právo domáhat se oprávněné platby. Ve Francii musela být svědectví žen potvrzena jinými výpověďmi, jinak nebyla přijata. Přestože se očekávalo, že ženy nebudou chodit k soudům, neplatilo to však vždy. Někdy se ženy bez ohledu na očekávání účastnily soudních případů a soudních jednání a navštěvovaly je. Ženy však nemohly u soudů vystupovat jako přísedící, být advokátkami nebo členkami poroty, ani obvinit jinou osobu z trestného činu, pokud se nejednalo o vraždu manžela. Většinou to nejlepší, co mohla žena u středověkých soudů dělat, bylo pozorovat probíhající soudní řízení.
Středověké sňatky mezi elitou byly uzavírány tak, aby vyhovovaly zájmům rodiny jako celku. Teoreticky musela žena se sňatkem před jeho uzavřením souhlasit. Sňatek se mohl uzavřít kdekoliv a minimální věk dívek byl 12 let, zatímco u chlapců 14 let.

#### Severní Evropa
Princip wergeldu naznačuje, že ženy v těchto společnostech byly ceněny především pro svou schopnost rodit děti. Wergeld ženy byl v alemannském a bavorském právním řádu dvojnásobný oproti muži se stejným postavením. Ve franckém právním řádu byl oproti muži se stejným postavením wergeld ženy trojnásobný u žen v plodném věku od 12 do 40 let. Jeden z germánských zákoníků z lombardské tradice uzákonil, že žena musí být pod kontrolou mužského mundoalda, což mohl být její otec, manžel, starší syn nebo případně král jako poslední možnost, pokud neměla žádné mužské příbuzné. Žena potřebovala svolení svého mundoalda ke správě majetku, ale přesto mohla vlastnit pozemky a zboží. Až do 7. století byly části vizigótského dědického práva na rozdíl od ostatních zákonů pro ženy příznivé. Před rozšířením křesťanství v Evropě byl prostor pro souhlas žen se sňatkem malý a sňatek koupí (neboli Kaufehe) byl vlastně občanskou normou, na rozdíl od alternativního sňatku zajetím (neboli Raubehe). Křesťanství se však do dalších pobaltských a skandinávských oblastí dostávalo pomalu – k dánskému králi Haraldu I. dorazilo až v roce 950. Ti, kdo žili podle norských a islandských zákonů, využívali sňatky k uzavírání spojenectví nebo k nastolení míru, obvykle bez vyjádření či souhlasu žen. Rozvodové právo bylo povoleno ženám, které trpěly fyzickým násilím, ale ochrana před újmou nebyla poskytnuta těm, které byly označovány za „nešťastné“ ženy, jako byly žebračky, služky a otrokyně. Pohlavní styk násilím nebo bez jejich souhlasu obvykle neměl žádné právní důsledky ani tresty.
V době vikinské měly ženy v severských zemích Švédsku, Dánsku a Norsku relativně svobodné postavení, což dokládají islandské zákony Grágás a norské zákony Frostating a Gulating. Teta z otcovy strany, neteř z otcovy strany a vnučka z otcovy strany, označované jako odalkvinna, měly právo zdědit majetek po zemřelém muži. V případě nepřítomnosti mužských příbuzných mohla navíc neprovdaná žena bez syna zdědit nejen majetek, ale i postavení hlavy rodiny po zemřelém otci nebo bratrovi. Žena s takovým postavením se označovala jako ringkvinna a vykonávala všechna práva, která náležela hlavě rodinného klanu, například právo požadovat a dostávat pokuty za zabití člena rodiny, pokud se nevdala, čímž její práva přešla na manžela.
Po 20. roce věku dosáhla svobodná žena, označovaná jako maer a mey, plnoletosti, měla právo rozhodovat o svém bydlišti a před zákonem byla považována za samostatnou osobu. Výjimkou z nezávislosti bylo právo vybrat si partnera pro manželství, protože sňatky obvykle domlouval rodinný klan. Vdovy měly stejné nezávislé postavení jako svobodné ženy. Ženy měly náboženskou autoritu a působily jako kněžky (gydja) a věštkyně (sejdkvinna), v rámci umění jako básnířky (skalder) a runové mistryně a jako obchodnice a šamanky.] Mohly působit i ve vojenských úřadech, příběhy o štítonoškách nejsou potvrzené, ale některé archeologické nálezy, jako například vikinská bojovnice Birka, mohou naznačovat, že alespoň nějaké ženy ve vojenské funkci existovaly. Vdaná žena se mohla rozvést s manželem a znovu se vdát.
Bylo také společensky přijatelné, aby svobodná žena žila s mužem a měla s ním děti, aniž by se za něj provdala, i když byl tento muž ženatý; žena v takovém postavení se nazývala frilla. Nerozlišovalo se mezi dětmi narozenými v manželství a mimo něj, obě měly právo dědit majetek po svých rodičích a neexistovaly žádné „legitimní“ nebo „nelegitimní“ děti. Tyto svobody po zavedení křesťanství postupně zanikly a od konce 13. století se o nich již nehovoří. V křesťanském středověku platily ve středověkém skandinávském právu různé zákony v závislosti na místním zemském právu, což znamenalo, že postavení ženy se mohlo lišit podle toho, v jakém kraji žila.
Švédské právo chránilo ženy před mocí jejich manželů tím, že přenášelo tuto moc na jejich mužské příbuzné. Manžel nemohl bez souhlasu rodiny převzít majetek a půdu ženy. Ale ani žena nemohla převést svůj majetek na manžela bez souhlasu své rodiny nebo příbuzných. Podle švédského práva by žena také v dědictví dostala jen polovinu toho, co její bratr. Navzdory těmto právním problémům bylo Švédsko v přístupu k ženám do značné míry napřed a mnohem lepší než většina evropských zemí.

### Novověk

#### Evropa

##### Šestnácté a sedmnácté století

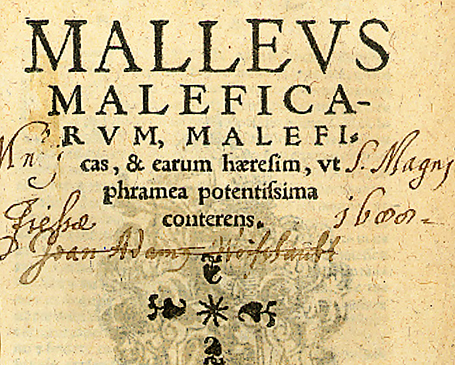
Titulní strana sedmého vydání Malleus Maleficarum z roku 1520

V 16. a 17. století se konaly četné čarodějnické procesy, v jejichž důsledku byly po celé Evropě popraveny tisíce lidí, z toho 75–95 % v závislosti na době a místě tvořily ženy. Popravy se většinou konaly v německy mluvících zemích a v 15. století na rozdíl od předchozích let se na „čarodějnictví“ rozhodně pohlíželo jako na něco ženského. Slavné čarodějnické příručky, jako jsou Malleus Maleficarum a Summis Desiderantes, zobrazovaly čarodějnice jako ďábelské spiklenkyně, které uctívají Satana a jsou to především ženy. Kultura a umění té doby zobrazovaly tyto čarodějnice jako svůdné a zlé, což ve spojení s rétorikou církve dále podněcovalo morální odsouzení.
Do roku 1500 se Evropa rozdělila na dva typy světského práva. Jedním z nich bylo zvykové právo, které převládalo v severní Francii, Anglii a Skandinávii, a druhým římské psané právo, které převládalo v jižní Francii, Itálii, Španělsku a Portugalsku.
Zvykové právo zvýhodňovalo více muže než ženy, například dědictví mezi elitami v Itálii, Anglii, Skandinávii a Francii přecházelo na nejstaršího mužského dědice. Ve všech oblastech dávaly zákony mužům také značné pravomoci nad životem, majetkem a tělem jejich manželek. Oproti starověkým zvyklostem však došlo k určitým zlepšením pro ženy; mohly například dědit v nepřítomnosti svých bratrů, vykonávat některá řemesla bez manžela a vdovy mohly dostávat věno.
V oblastech, které se řídily římskými psanými zákony, byly ženy v majetkových a právních záležitostech pod mužskou kuratelou, přičemž otcové dohlíželi na dcery, manželé na manželky a strýcové nebo mužští příbuzní na vdovy.
V celé Evropě se právní postavení žen odvíjelo od jejich rodinného stavu, zatímco samotný sňatek byl největším faktorem omezujícím autonomii žen. Zvyky, zákony a praxe nejenže omezovaly práva a svobody žen, ale bránily svobodným nebo ovdovělým ženám zastávat veřejné funkce s odůvodněním, že by se mohly jednoho dne vdát.
Podle anglického zvykového práva, které se vyvíjelo od 12. století, se veškerý majetek, který žena držela v době sňatku, stával majetkem jejího manžela. Nakonec anglické soudy zakázaly manželovi převádět majetek bez souhlasu manželky, ale stále si ponechal právo s ním hospodařit a dostávat peníze, které vynášel. Francouzské vdané ženy trpěly omezením svéprávnosti, které bylo odstraněno až v roce 1965. V 16. století reformace v Evropě umožnila, aby se k ní přidalo více žen, včetně anglických spisovatelek Jane Anger, Aemilie Lanyer a věštkyně Anny Trapnell. Angličtí a američtí kvakeři věřili, že muži a ženy jsou si rovni. Mnoho kvakerek bylo kazatelkami. Navzdory relativně větší svobodě anglosaských žen spisovatelé až do poloviny 19. století většinou předpokládali, že patriarchální uspořádání je přirozeným řádem, který existoval odjakživa. Toto vnímání bylo vážně zpochybněno až v 18. století, kdy jezuitští misionáři zjistili matrilinearitu u původních obyvatel Severní Ameriky.
Filozof John Locke se v této době postavil proti manželské nerovnosti a špatnému zacházení se ženami. Byl známý tím, že ve svých dílech v 17. století obhajoval manželskou rovnost mezi pohlavími. V Lockově době byly podmínky pro ženy následující:
- Anglické ženy měly až do roku 1923 méně důvodů k rozvodu než muži.
- Muži kontrolovali většinu osobního majetku svých manželek až do vydání zákona o majetku vdaných žen z roku 1870 a zákona o majetku vdaných žen z roku 1882.
- Děti byly majetkem manžela.
- Znásilnění v manželství bylo právně nemožné.
- Manželky postrádaly zásadní znaky právní subjektivity, protože manžel byl brán jako zástupce rodiny, tím odpadla potřeba volebního práva žen.

Tyto právní rysy manželství naznačují, že myšlenka manželství mezi sobě rovnými se většině viktoriánů zdála nepravděpodobná. Podle anglického zvykového práva museli manželé své ženy zaopatřit. Tato povinnost byla zrušena v roce 2010.

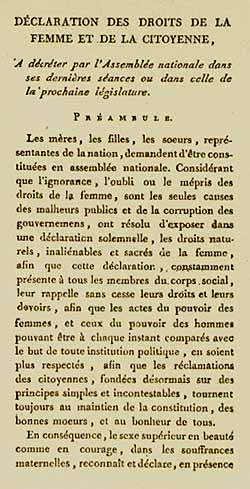
První strana Deklarace práv ženy a občanky

##### Osmnácté, devatenácté a dvacáté století

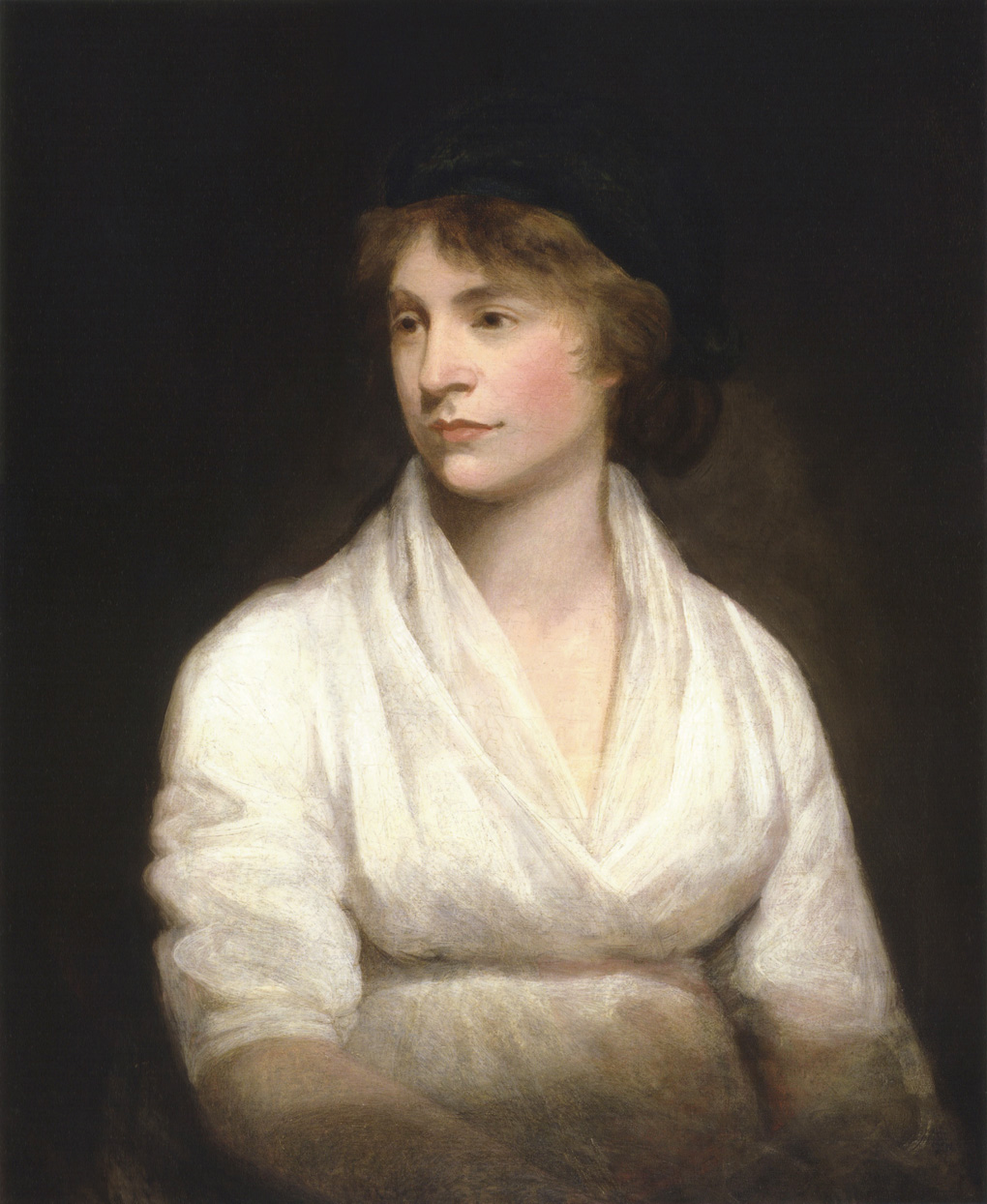
Portrét Mary Wollstonecraft od Johna Opie kolem roku 1797

Od konce 18. století a po celé 19. století nabývala práva jako pojem a nárok v Evropě na politickém, sociálním a filozofickém významu. Vznikala hnutí, která požadovala svobodu náboženství, zrušení otroctví, práva pro ženy, práva pro ty, kdo nevlastní majetek, a všeobecné volební právo.
Díky Americké revoluci a Velké francouzské revoluci došlo k prosazení demokratických principů při organizování společnosti. Všem lidem byla oficiálně přiznána lidská práva a svobody, podle nichž jsou si rovni a mají stejné možnosti. Ve skutečnosti se ale týkala pouze mužů. Koncem 18. století se otázka ženských práv stala ústředním bodem politických debat ve Francii i v Británii. Někteří z největších myslitelů osvícenství, kteří v té době hájili demokratické principy rovnosti a zpochybňovali představy, že by hrstka privilegovaných měla vládnout naprosté většině obyvatelstva, se domnívali, že tyto principy by se měly vztahovat pouze na jejich vlastní pohlaví a rasu. Například filozof Jean-Jacques Rousseau se domníval, že je přirozeným řádem, aby ženy poslouchaly muže.
V roce 1754 se Dorothea Erxleben stala první německou ženou, která získala doktorát na univerzitě.
Francouzská dramatička a politická aktivistka Olympe de Gouges zakládala první ženské politické spolky ve Francii a v roce 1791 vydala Deklaraci práv ženy a občanky, která vznikla po vzoru Deklarace práv člověka a občana z roku 1789. Podle de Gouges je v Deklaraci práv člověka a občana za občana považován pouze muž a práva jsou tedy přiznána pouze jemu. Dílo je formulováno ironicky a odhaluje selhání Francouzské revoluce, která se věnovala rovnosti. Uvádí se v ní, že „Tato revoluce se uskuteční teprve tehdy, až si všechny ženy plně uvědomí svůj žalostný stav a práva, která ve společnosti ztratily“. Deklarace práv ženy a občanky bod za bodem následuje sedmnáct článků Deklarace práv člověka a občana. De Gouges také upozorňuje na skutečnost, že podle francouzských zákonů byly ženy plně trestně odpovědné, ale byla jim upírána rovná práva. Její stále radikálnější názory a útoky na Maximiliena Robespierra a revoluční vládu během vlády teroru vedly nakonec k jejímu zatčení a popravě gilotinou v roce 1793.
Britská spisovatelka a filozofka Mary Wollstonecraft založila v Anglii školu pro dívky a psala práce o vzdělávání žen. V roce 1792 publikovala své nejznámější dílo A Vindication of the Rights of Woman (Obhajoba ženských práv). Wollstonecraft útočila na útlak pohlaví, prosazovala rovné příležitosti ve vzdělávání a požadovala „spravedlnost“ a „práva na lidskost“ pro všechny. Spolu se svými britskými současnicemi Damaris Cudworth a Catharine Macaulay začala ve vztahu k ženám používat právní jazyk a tvrdila, že ženy by měly mít větší možnosti, protože jsou stejně jako muži morálními a rozumnými bytostmi. V podobném duchu napsala Mary Robinson A Letter to the Women of England, on the Injustice of Mental Subordination (Dopis anglickým ženám o nespravedlnosti duševní podřízenosti) z roku 1799.
Postavením a rolí žen ve společnosti se zabýval anglický filozof a politický teoretik John Stuart Mill. V eseji Poddanství žen z roku 1869 popsal situaci žen ve Velké Británii takto: Neustále se říká, že civilizace a křesťanství vrátily ženě její legitimní práva. Ve skutečnosti je žena v podstatě otrokyní svého manžela a z právního hlediska je její postavení srovnatelné jako u otroků.

Mill byl tehdy poslancem a prosazoval volební právo pro ženy. Jeho návrh nahradit v druhém reformním zákoně z roku 1867 výraz „muž“ výrazem „osoba“ byl nicméně v dolní sněmovně přijat s posměchem a zamítnut poměrem 196 ku 76 hlasům. Jeho argumenty sice nezískaly mezi současníky příliš velkou podporu, ale jeho pokus o změnu reformního zákona přitáhl větší pozornost k otázce volebního práva žen ve Velké Británii.

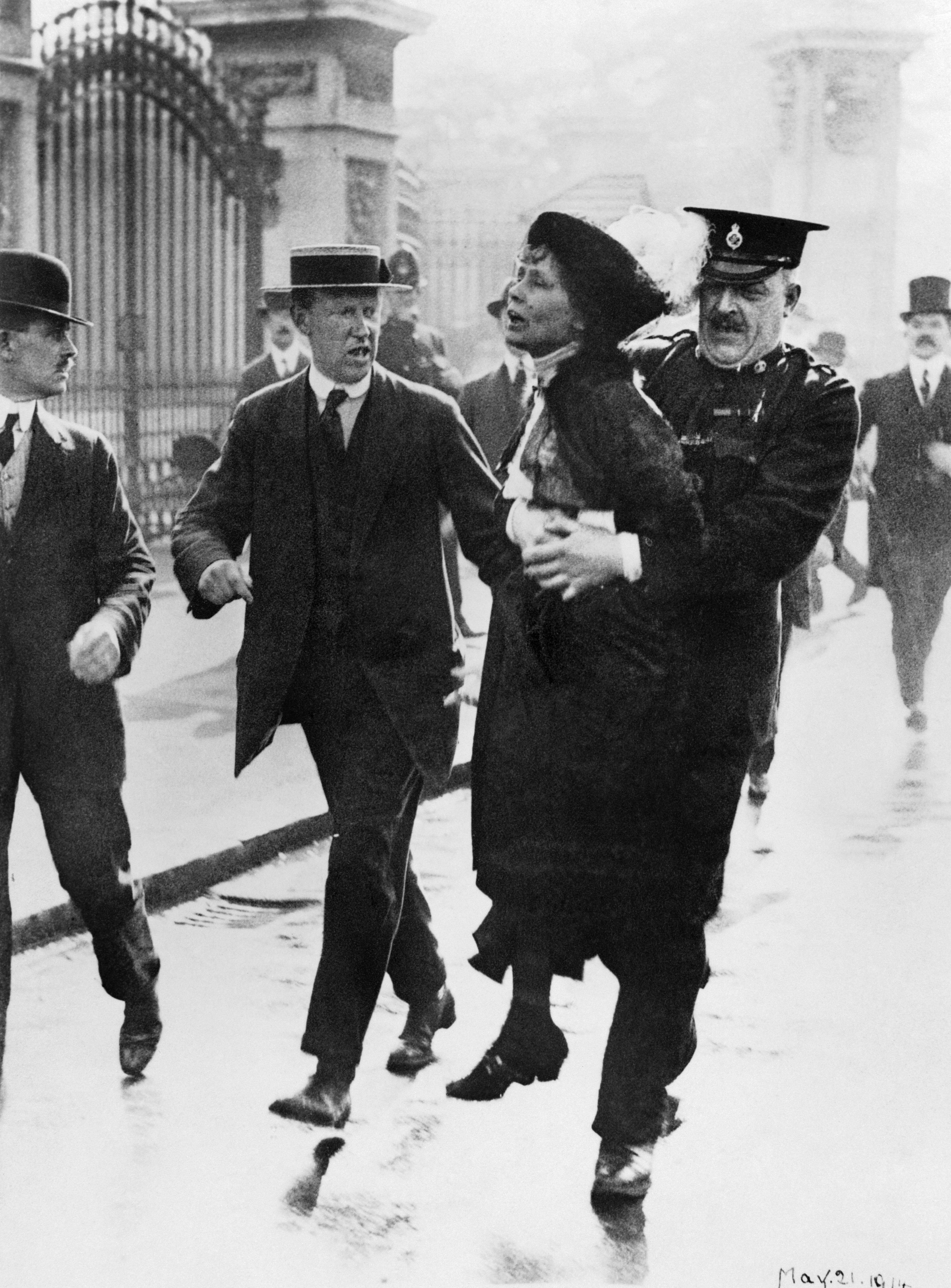
Emmeline Pankhurstová, vůdkyně hnutí ženských sufražetek při zatčení před Buckinghamským palácem v květnu 1914, když se snažila předat petici králi Jiřímu V.

Na začátku 19. století měli muži mnohem snazší cestu k získání dobrého společenského postavení a nezávislosti, neboť díky vzdělání mohli získat dobrá pracovní místa v oborech, které si zvolili, a mohli vlastnit majetek. Ženy byly znevýhodněny, protože vzhledem k nedostupnosti vzdělání nemohly získat profesní kvalifikaci. Ve vyšších společenských vrstvách žily pouze pro rodinu, v chudších vrstvách se musely podílet na finančním zajištění rodiny. Mohly však pracovat pouze jako dělnice v továrnách, služky, kojné nebo prostitutky. Ženy z vyšších vrstev se mohly stát učitelkami, pokud získaly aspoň minimální vzdělání. Nicméně jakmile se vdaly, musely se vzdát své profese a zůstaly v domácnosti.
Volební právo, které bylo zpočátku vedle práva na vzdělání a vlastnictví majetku pouze jedním z požadavků za práva žen, se stalo hlavní myšlenkou britského ženského hnutí na počátku 20. století. V té době byla v rámci britské jurisdikce možnost volit omezena na bohaté vlastníky majetku. Toto ujednání implicitně vylučovalo ženy, neboť až do 19. století majetkové a sňatkové právo přiznávalo vlastnická práva při sňatku nebo dědictví mužům. Přestože se volební právo mužů v průběhu století rozšiřovalo, ve třicátých letech 19. století bylo ženám výslovně zakázáno volit na celostátní i místní úrovni zákonem o reformě z roku 1832 a zákonem o obecních korporacích z roku 1835. Millicent Fawcett a Emmeline Pankhurst vedly veřejnou kampaň za volební právo žen. V roce 1918 byl přijat zákon, který umožnil volit ženám starším 30 let.
V šedesátých letech 19. století se ekonomická politika žen střední třídy ve Velké Británii a sousedních západoevropských zemích řídila faktory, jako byl vývoj spotřební kultury 19. století, včetně vzniku obchodních domů, a oddělení oblasti domácího a veřejného života. Zatímco ženy, zejména ty ze střední třídy, získaly mírnou kontrolu nad každodenními výdaji na domácnost a měly možnost opouštět dům, účastnit se společenských akcí a nakupovat osobní a domácí potřeby v nově vznikajících obchodních domech, socioekonomické klima Evropy prostupovala ideologie, že ženy nemají úplnou kontrolu nad svými choutkami utrácet mzdu svého manžela nebo otce. V důsledku toho se mnoho reklam na „ženské“ zboží točilo kolem vzestupu ve společnosti, exotiky z Orientu a zdůraznění domácí role, za niž byly ženy považovány za zodpovědné, jako je úklid, péče o děti a vaření.

##### Rusko
Podle zákona a zvyklostí bylo Rusko patriarchální společností, která podřizovala ženy mužům a mladé lidi starším. Petr Veliký zmírnil podřízenost mladých, nikoli však podřízenost žen. Dekret z roku 1722 výslovně zakázal jakékoli nucené sňatky tím, že kromě souhlasu rodičů vyžadoval souhlas nevěsty i ženicha. Za Petrovy vlády se nicméně muž mohl své ženy zbavit tím, že ji dal do kláštera.
Z hlediska zákonů platila pro ženy dvojí měřítka. Cizoložné manželky byly odsuzovány k nuceným pracím, zatímco muži, kteří své ženy zavraždili, byli pouze zbičováni. Po smrti Petra Velikého se zákony a zvyky týkající se manželské nadřazenosti mužů nad ženami zpřísnily. V roce 1782 občanské právo posílilo povinnost žen poslouchat svého muže. V roce 1832 se zákony změnily na „neomezenou poslušnost“.
V 18. století ruská pravoslavná církev dále posílila svou pravomoc nad manželstvím a zakázala kněžím povolovat rozvody, a to i v případě těžce týraných manželek. V roce 1818 zakázal rozluku manželských párů i ruský senát.
Během první světové války byla péče o děti pro mnoho žen, které se nemohly samy živit a jejichž manželé zemřeli nebo bojovali ve válce, stále obtížnější. Mnoho žen muselo své děti odevzdat do dětských domovů, které byly nechvalně proslulé týráním a zanedbáváním. Těmto dětským domovům se neoficiálně přezdívalo „továrny na anděly“.
Ruské ženy měly až do poloviny 18. století omezení ve vlastnictví majetku, po vzniku Sovětského svazu za vlády bolševiků se ženská práva zlepšila. Rusko se stalo první zemí v dějinách lidstva, která poskytovala ženám bezplatné potraty ve státních nemocnicích.

##### Československo
České země byly až do 19. století téměř 300 let součástí Rakouska-Uherska. Bylo to období, kdy český jazyk a kultura byly na pokraji vymizení a kdy vzniklo mohutné kulturní hnutí, v rámci kterého byla zdůrazňována role vzdělávání jak mužů, tak žen. Během národního obrození zformulovaly ženy své požadavky týkající se přístupu ke vzdělání a zaměstnání. Emancipaci žen prosazovaly spisovatelky Karolina Světlá, Teréza Nováková, Božena Němcová a Eliška Krásnohorská, jejíž zásluhou bylo roku 1890 založeno v Praze první dívčí gymnázium v Rakousku Minerva. Díky intervencím českých žen rakouská vláda vydala v letech 1896 a 1897 dva výnosy o přístupu žen k vyššímu vzdělání.
Od roku 1918 do konce třicátých let 20. století byl československým prezidentem Tomáš Garrigue Masaryk, který přijal jméno své americké manželky Charlotty Garrigue. Masaryk psal a přednášel na univerzitě o ženských právech již od devadesátých let 19. století. Jeho články tvoří základ české feministické politické literatury. Poté, co se stal prezidentem, usiloval o rovnoprávné postavení žen ve společnosti. Ústava Československé republiky z roku 1920 stanovila politickou, sociální a kulturní rovnost mezi muži a ženami a zaručila ženám volební právo. Na dodržování rovnoprávnosti v praxi dohlížela Ženská národní rada, jejíž zakladatelkou byla Františka Plamínková.
Pozitivní vývoj přerušila německá okupace a druhá světová válka a po únoru 1948 období budování socialismu. Nový režim sice ženám formálně přiznal rovné postavení s muži ve všech aspektech života, ale systematické rozdíly v pojímání genderových rolí v myšlení lidí během tohoto období přetrvávaly. Ženy měly formálně rovné postavení s muži a zákon nepřipouštěl žádnou diskriminaci, ale ve skutečnosti ženy často vykonávaly podřadná zaměstnání a jejich platy byly nižší než platy mužů. Muži také zastávali více řídících funkcí. Pro pracující ženy nebyly provedeny žádné změny, co se týče dělby práce v domácnosti. Ženy se staraly o rodinu a ležela na nich hlavní zodpovědnost za výchovu dětí, péči o domácnost a nemocné či nemohoucí.

#### Severní Amerika

##### Kanada

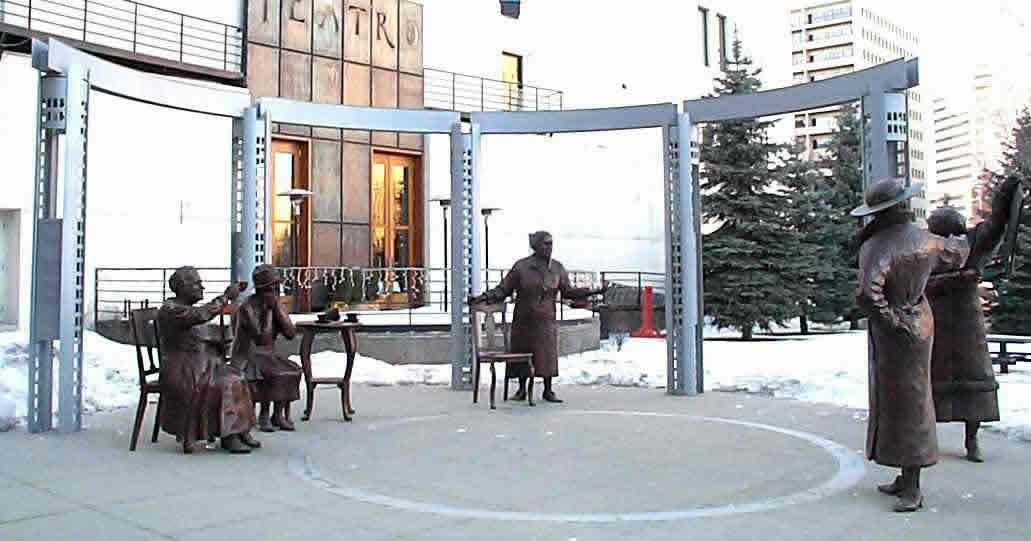
Socha slavné pětice v centru Calgary, stejná socha se nachází na Parliament Hill v Ottawě.

Aktivity za práva žen v Kanadě v 19. a na počátku 20. století se zaměřovaly na zvýšení role žen ve veřejném životě a jejich cílem bylo mimo jiné volební právo žen, zvýšení vlastnických práv, lepší přístup ke vzdělání a uznání žen jako „osob“ před zákonem. Slavná pětka byla pětice kanadských žen Emily Murphy, Irene Marryat Parlby, Nellie Mooney McClung, Louise Crummy McKinney a Henrietta Muir Edwards, které v roce 1927 požádaly Nejvyšší soud Kanady o odpověď na otázku: „Zahrnuje slovo ‚osoby‘ v § 24 britského zákona o Severní Americe z roku 1867 i ženské osoby?“ Poté, co Nejvyšší soud Kanady shrnul své jednomyslné rozhodnutí, že ženy takovými „osobami“ nejsou, byl rozsudek napaden a v roce 1929 zrušen britským soudním výborem Imperiální rady, což byla tehdy poslední instance pro Kanadu v rámci Britského impéria a Commonwealthu.

##### Spojené státy americké
Ve Spojených státech sílilo ženské hnutí spolu s hnutím za osvobození otroků. V roce 1873 byl založen Women's Christian Temperance Union (WCTU, Ženský křesťanský svaz), který se zasazoval o práva žen, včetně obhajoby prostitutek a volebního práva žen. Pod vedením Frances Willard se WCTU stal největší ženskou organizací své doby a je nejstarší pokračující ženskou organizací ve Spojených státech.

#### Asie

##### Východní Asie

###### Japonsko
Míra zapojení žen do japonské společnosti se v průběhu času měnila. V 8. století mělo Japonsko císařovny a ve 12. století (období Heian) zaujímaly ženy v Japonsku relativně vysoké postavení, i když byly stále podřízeny mužům. Od konce období Edo se postavení žen snižovalo. V 17. století vytyčilo „Onna Daigaku“ neboli „Učení pro ženy“ od konfuciánského autora Kaibara Ekkena požadavky na japonské ženy a výrazně snížilo jejich postavení. V období Meidži industrializace a urbanizace snížily postavení otců a manželů, ale zároveň občanský zákoník Meidži z roku 1898 upřel ženám zákonná práva a podřídil je vůli hlavy domácnosti.
Od poloviny 20. století se postavení žen výrazně zlepšilo. Ačkoli je Japonsko často považováno za velmi konzervativní zemi, ve skutečnosti ve 20. století přiznalo ženám zákonná práva dříve než mnohé evropské země. Japonská ústava z roku 1947 poskytla právní rámec pro rozvoj rovnoprávnosti žen v Japonsku. Japonsko například uzákonilo volební právo žen v roce 1946, tedy dříve než některé evropské země, například Švýcarsko (1971 na federální úrovni; 1990 v místních záležitostech v kantonu Appenzell Innerrhoden), Portugalsko (1976 za rovnoprávných podmínek s muži, s omezeními od roku 1931), San Marino v roce 1959, Monako v roce 1962, Andorra v roce 1970 a Lichtenštejnsko v roce 1984.

##### Střední Asie
Středoasijské kultury zůstávají do značné míry patriarchální, nicméně od pádu Sovětského svazu se sekulární společnosti v regionu stávají progresivnějšími, pokud jde o roli ženy vybočující z tradičního chápání, kdy je žena zcela podřízena muži. V Mongolsku dokončuje školu více žen než mužů a díky tomu mají vyšší příjmy. Rozvojový program OSN konstatoval značný pokrok v rovnosti žen a mužů v Kazachstánu, diskriminace však přetrvává. Vážným problémem v tomto regionu zůstává praxe únosů nevěsty, která je rozšířená v Kyrgyzstánu, Kazachstánu, Turkmenistánu a autonomní uzbecké oblasti Karakalpakstánu.

#### Oceánie

##### Austrálie
Historie ženských práv v Austrálii je rozporuplná, zatímco v 19. století Austrálie vedla svět v oblasti volebního práva žen, v uznání profesních práv žen byla velmi pomalá, praxe omezování zaměstnávání vdaných žen byla odstraněna teprve v roce 1966. Na druhou stranu reformy, které koncem 19. století umožnily ženám volit i kandidovat v Jižní Austrálii, byly základním kamenem pro politická práva žen v jiných částech světa. V tomto ohledu se Austrálie liší od jiných kultur tím, že volební právo žen v Austrálii bylo jedním z prvních cílů tamního feministického hnutí (počínaje Jižní Austrálií a Západní Austrálií), na rozdíl od jiných kultur, například východoevropských, kde se na přelomu 19. a 20. století feministické hnutí soustředilo spíše na pracovní práva, přístup k profesím a vzdělání než na práva politická. Dodnes je v Austrálii poměrně nízké procento žen ve vedoucích funkcích podniků ve srovnání s jinými zeměmi se stejnou podnikovou strukturou.

## Základní témata

### Právo na vzdělání
Právo na vzdělání je všeobecným lidským právem. Úmluva proti diskriminaci ve vzdělávání zakazuje diskriminaci ve vzdělávání a diskriminace je definována jako "rozlišování, vylučování, omezování nebo upřednostňování, které na základě rasy, barvy pleti, pohlaví, jazyka, náboženství, politického nebo jiného smýšlení, národnostního nebo sociálního původu nebo hospodářských poměrů má za cíl nebo za následek zmaření nebo narušení rovného přístupu ke vzdělávání". Mezinárodní úmluva o hospodářských, sociálních a kulturních právech uvádí, že „státy, které jsou její smluvní stranou, se zavazují zajistit rovné právo mužů a žen na užívání všech hospodářských, sociálních a kulturních práv stanovených touto úmluvou“, článek 13 uznává právo každého na vzdělání.
Ženy a dívky byly v minulosti v oblasti vzdělávání diskriminovány a přístup žen ke vzdělání je v některých částech světa stále omezený. Téměř dvě třetiny negramotných dospělých na světě tvoří ženy. V posledních letech bylo dosaženo pokroku při snižování rozdílů mezi muži a ženami v oblasti vzdělávání, zejména na základní škole. Počet dívek na středních školách se však zvyšuje mnohem pomaleji. Největší rozdíly jsou v subsaharské Africe, jižní a západní Asii, střední Asii a arabských státech. V rámci jednotlivých zemí lze nalézt výrazné nerovnosti související s jazykem, etnickou příslušností nebo sociálním postavením.
I když je právo žen na přístup k akademickému vzdělání uznáváno jako velmi důležité, stále více se připouští, že aby bylo možno dosáhnout společenského pokroku, musí být akademické vzdělání doplněno vzděláním v oblasti lidských práv, nediskriminace, etiky a rovnosti pohlaví. V posledních desetiletích se věnuje zvýšená pozornost zvyšování povědomí studentů o významu rovnosti pohlaví.

### Volební právo
V průběhu 19. století začaly ženy pro sebe požadovat a následně prosazovat volební právo, právo podílet se na vládě a jejím zákonodárství. Některé jiné ženy se postavily proti volebnímu právu žen, jako například Helen Kendrick Johnson, která v brožuře Woman and the Republic z roku 1897 tvrdila, že ženy mohou dosáhnout právní a ekonomické rovnosti, aniž by měly volební právo. Myšlenka volebního práva žen se vyvíjela souběžně s všeobecným volebním právem a dnes je volební právo žen podle Úmluvy o odstranění všech forem diskriminace žen uznáváno jako právo. V průběhu 19. století bylo volební právo v mnoha zemích postupně rozšiřováno a ženy začaly vést kampaně za své volební právo. V roce 1893 se Nový Zéland stal první zemí, která ženám přiznala volební právo na celostátní úrovni. Austrálie udělila ženám volební právo v roce 1902.

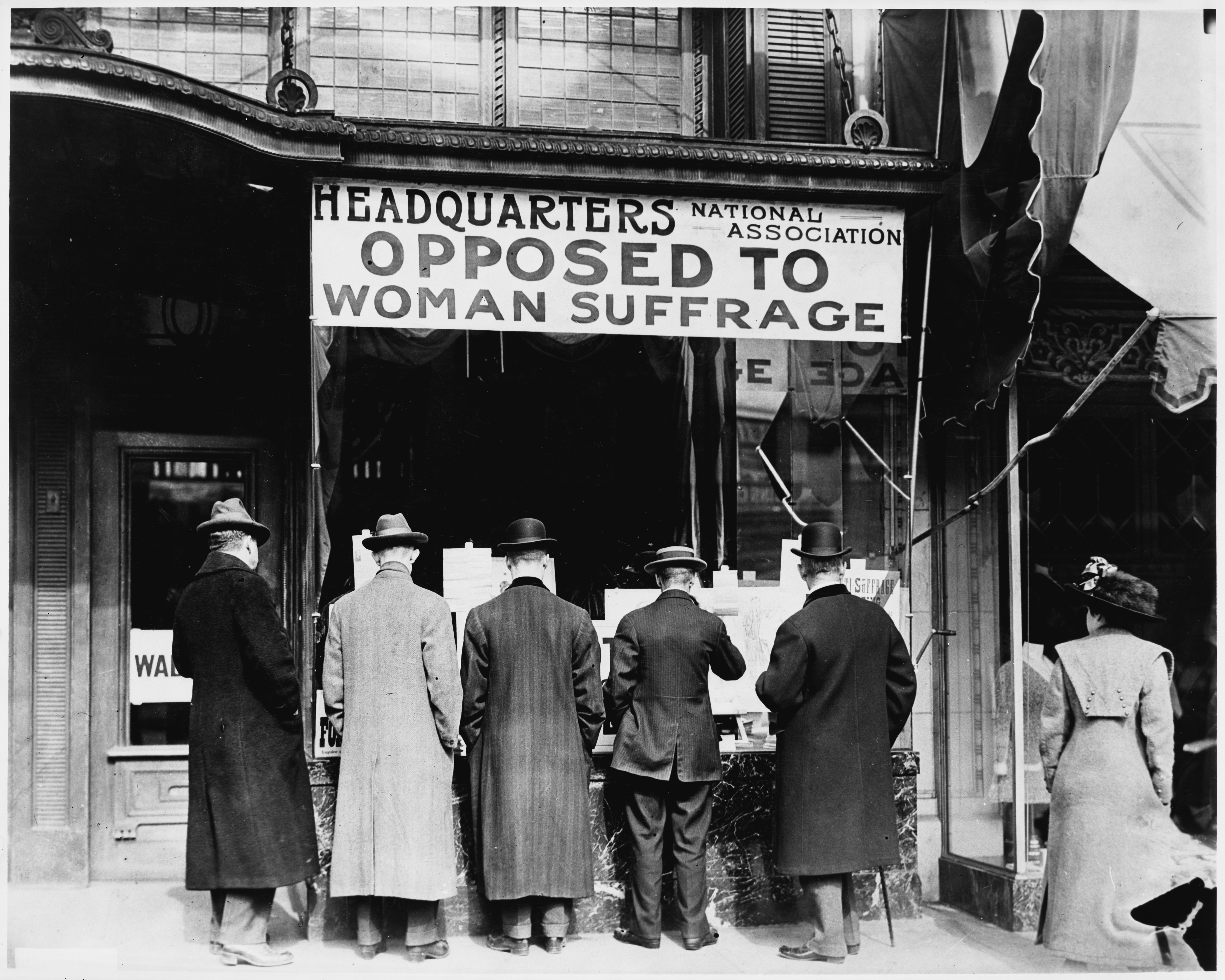
Ústředí Národní asociace proti volebnímu právu žen, Spojené státy americké, počátek 20. století

Řada severských zemí dala ženám volební právo na počátku 20. století - Finsko (1906), Norsko (1913), Dánsko a Island (1915). S koncem první světové války následovala řada dalších zemí – Nizozemsko (1917), Rakousko, Ázerbájdžán, Kanada, Československo, Gruzie, Polsko a Švédsko (1918), Německo a Lucembursko (1919), Turecko (1934) a Spojené státy americké (1920). Pozdějšími osvojiteli v Evropě byly Řecko v roce 1952, Švýcarsko (1971 na federální úrovni; 1959-1991 v místních otázkách na úrovni kantonů), Portugalsko (1976 na rovnoprávném základě s muži, s omezeními od roku 1931), jakož i mikrostáty San Marino v roce 1959, Monako v roce 1962, Andorra v roce 1970 a Lichtenštejnsko v roce 1984.
Většina provincií v Kanadě uzákonila volební právo pro ženy v letech 1917–1919, později je následovaly provincie Ostrov prince Edwarda v roce 1922, Newfoundland v roce 1925 a Québec v roce 1940. V Latinské Americe některé země přiznaly ženám volební právo v první polovině 20. století – Ekvádor (1929), Brazílie (1932), Salvador (1939), Dominikánská republika (1942), Guatemala (1956) a Argentina (1946). V Indii, která byla pod koloniální nadvládou, bylo všeobecné volební právo uděleno v roce 1935. V polovině 20. století daly ženám volební právo další asijské země – Japonsko (1945), Čína (1947) a Indonésie (1955). V Africe získaly ženy volební právo zpravidla spolu s muži prostřednictvím všeobecného volebního práva – Libérie (1947), Uganda (1958) a Nigérie (1960). V mnoha zemích Blízkého východu získaly ženy všeobecné volební právo po druhé světové válce. V Kuvajtu rozšířil parlament volební právo na ženy v roce 2005.

### Rovnoprávnost v zaměstnání
Právo žen na zaměstnání zahrnuje nediskriminační přístup žen k zaměstnání a rovné odměňování. Například v Hongkongu byla práva žen a mužů na stejnou mzdu a stejné výhody za stejnou práci britskou vládou otevřeně popírána až do počátku sedmdesátých let 20. století. Předseda hongkongské asociace čínských státních zaměstnanců Leslie Wah-Leung Chung se zasloužil o zavedení rovného odměňování mužů a žen, včetně práva vdaných žen být stálými zaměstnankyněmi. Předtím se pracovní status ženy po uzavření manželství změnil ze stálé zaměstnankyně na dočasnou a žena tím přišla o důchodové pojištění a některé ženy i o práci. V některých evropských zemích nemohly vdané ženy ještě před několika desetiletími pracovat bez souhlasu manžela, například ve Francii do roku 1965 a ve Španělsku do roku 1975. Kromě toho mnoho zemí, včetně Rakouska, Austrálie, Irska, Kanady a Švýcarska, omezovalo vdané ženy v zaměstnání v mnoha profesích, tato praxe přijatá koncem 19. století přetrvávala až do sedmdesátých let 20. století.
Klíčovou otázkou směrem k zajištění rovnosti žen a mužů na pracovišti je respektování mateřských a reprodukčních práv žen. Mateřská dovolená (v některých zemích i otcovská dovolená) a rodičovská dovolená jsou dočasná období nepřítomnosti v zaměstnání poskytovaná bezprostředně před porodem a po něm s cílem podpořit úplné zotavení matky a poskytnout jí čas na péči o dítě. Různé země mají různá pravidla týkající se mateřské, otcovské a rodičovské dovolené. V Evropské unii (EU) se pravidla v jednotlivých zemích liší, ale členové EU musí dodržovat minimální standardy směrnice o těhotných zaměstnankyních a o rovnováze mezi pracovním a soukromým životem.

### Vlastnická práva
V průběhu 19. století začaly některé ženy, například Ernestine Rose, Paulina Wright Davis, Elizabeth Cady Stanton, Harriet Beecher Stowe, ve Spojených státech amerických a Velké Británii napadat zákony, které jim upíraly právo na majetek po uzavření manželství. Podle tehdejších zákonů získal manžel kontrolu nad nemovitostmi a mzdou své manželky. Od čtyřicátých let 19. století začaly státní zákonodárné sbory ve Spojených státech a britský parlament přijímat zákony, které chránily majetek žen před jejich manžely a věřiteli manželů. Tyto zákony byly známy jako Married Women's Property Acts. Soudy ve Spojených státech v 19. století také vyžadovaly soukromý výslech vdané ženy, která prodávala svůj majetek. Taková žena musela být samostatně vyslechnuta soudcem nebo smírčím soudcem bez přítomnosti svého manžela a zjišťovalo se, zda na ni manžel nevyvíjí nátlak, aby souhlasila s prodejem. Majetková práva žen byla v mnoha evropských zemích nadále omezována až do právních reforem v šedesátých a sedmdesátých letech 20. století. Například v Západním Německu zákony týkající se dědictví venkovských hospodářství upřednostňovaly až do roku 1963 mužské dědice. V USA byly ještě před několika desetiletími běžné zákony Head and Master, které dávaly výhradní kontrolu nad manželským majetkem manželovi. Nejvyšší soud prohlásil takové zákony v roce 1981 za protiústavní.

### Svoboda pohybu
Svoboda pohybu je základním právem, které uznávají mezinárodní úmluvy. V mnoha regionech světa je však toto právo žen silně omezeno, ať už zákonem nebo v praxi. V některých zemích například ženy nesmějí opustit domov bez mužského opatrovníka nebo bez souhlasu manžela, například jemenské osobní právo stanoví, že žena musí poslouchat svého manžela a nesmí opustit domov bez jeho souhlasu. Také některé země Blízkého východu se řídí mužským poručnickým systémem, kdy ženy musí žádat o svolení mužského člena rodiny například když chtějí cestovat do jiných zemí. Saúdská Arábie ukončila v srpnu 2019 zákony o mužském poručnictví a umožnila ženám cestovat samostatně.
V zemích, které nemají právní omezení, mohou v praxi ženám bránit v pohybu společenské a náboženské normy, jako je purdah (náboženská a společenská praxe oddělování pohlaví rozšířená mezi některými muslimskými a hinduistickými komunitami). Zákony omezující cestování žen existovaly ještě v nedávné minulosti i v některých západních zemích, v Austrálii musel až do roku 1983 žádost o cestovní pas vdané ženy schválit její manžel.
V historii se k omezování svobody pohybu žen používaly různé praktiky, například svazování chodidel, zvyk bolestivě pevného svazování nohou mladých čínských dívek, který byl běžný mezi 10. a 20. stoletím.
Svoboda pohybu žen může být omezena zákony, ale také postojem k ženám na veřejnosti. V oblastech, kde není společensky přijatelné, aby ženy opouštěly domov, mohou ženy, které se pohybují venku, čelit zneužívání, jako jsou urážky, sexuální obtěžování a násilí. Mnohá omezení svobody pohybu žen jsou formulována jako opatření na jejich „ochranu“.

### Informování žen o jejich zákonných právech
Hlavní překážkou zlepšení situace je nedostatek právních znalostí žen, zejména v rozvojových zemích. Mezinárodní organizace, jako OSN, uvedly, že povinnost států nespočívá pouze v přijetí příslušných zákonů, ale také v informování žen o existenci těchto zákonů, aby se mohly domáhat spravedlnosti a svá práva realizovat v praxi. Státy proto musí zákony propagovat a jasně vysvětlovat veřejnosti, aby se předešlo neznalosti nebo mylným představám, které mají původ v rozšířených mýtech. Rozvojový program OSN uvádí, že k prosazení genderové spravedlnosti „ženy musí znát svá práva a mít přístup k právnímu systému“.

### Diskriminace
Pracovní skupina OSN pro podnikání a lidská práva (WGBHR) uvedla, že diskriminace žen je historicky zakořeněna v patriarchálních společenských normách a mocenských strukturách. Hnutí za ženská práva se zaměřují na ukončení diskriminace žen. V tomto ohledu je důležitá samotná definice diskriminace. Podle judikatury Evropského soudu pro lidská práva zahrnuje právo na život bez diskriminace nejen povinnost států zacházet stejným způsobem s osobami, které se nacházejí v analogických situacích, ale také povinnost zacházet odlišným způsobem s osobami, které se nacházejí v odlišných situacích. Proto musí státy někdy rozlišovat mezi ženami a muži například tím, že nabízejí určitou právní ochranu týkající se těhotenství a porodu, nebo tím, že uznávají specifický historický kontext. Například násilné činy páchané muži vůči ženám se nedějí ve vzduchoprázdnu, ale jsou součástí sociálního kontextu. Istanbulská úmluva uvádí v článku 3, že „násilí na ženách“ je chápáno jako porušení lidských práv a forma diskriminace žen.
Existují různé názory na to, kde je vhodné rozlišovat mezi ženami a muži. Například pokud jde o zdravotní péči, státy musí tento rozdíl uznat a zajistit, aby zdraví žen, zejména s ohledem na reprodukční zdraví jako je těhotenství a porod, nebylo zanedbáváno. Podle Světové zdravotnické organizace „má diskriminace ve zdravotnictví mnoho podob a často se projevuje tím, že je jednotlivci nebo skupině odepřen přístup ke zdravotním službám, které jsou jinak dostupné ostatním. Může k ní docházet také tím, že jsou odmítány služby, které potřebují pouze určité skupiny, například ženy". Odmítání států uznat specifické ženské potřeby, jako je nutnost specifických politik, například silných státních investic do snižování mateřské úmrtnosti, může být formou diskriminace. V tomto ohledu nefunguje podobné zacházení se ženami a muži, protože některé biologické aspekty, jako je menstruace, těhotenství, porod, kojení, stejně jako některé zdravotní stavy, se týkají pouze žen. Výbor pro odstranění diskriminace žen ve svém obecném doporučení o genderově podmíněném násilí na ženách stanoví, že státy by měly „přezkoumat genderově neutrální zákony a politiky, aby se ujistily, že nevytvářejí nebo neprohlubují existující nerovnosti, a pokud tak činí, zrušit je nebo je upravit“.

### Právo na zdraví

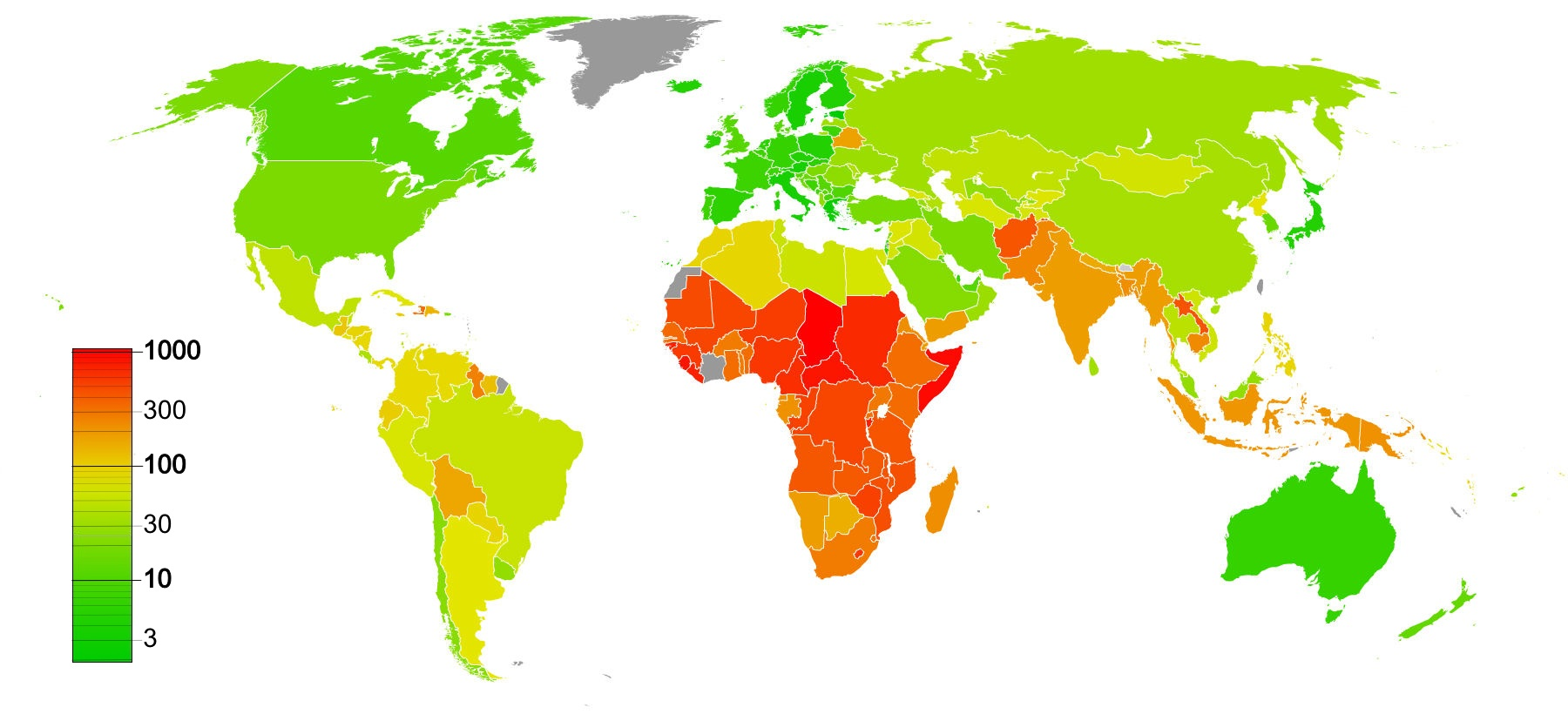
Mateřská úmrtnost na 100 000 živě narozených dětí (2010)

Zdraví je Světovou zdravotnickou organizací definováno jako "stav úplné fyzické, duševní a sociální pohody, nikoli pouze nepřítomnost nemoci nebo postižení. V některých částech světa je zdraví žen vážně poškozováno vlivem nerovnoprávnosti, uzavření žen v domácnosti, lhostejnosti zdravotníků, nedostatečné samostatnosti žen či nedostatku jejich finančních prostředků. K diskriminaci žen dochází také tím, že jsou jim odpírány lékařské služby, které potřebují výhradně ženy. Odpírání práva na zdraví pro ženy může mít za následek úmrtí matek, jež představuje více než 300 000 úmrtí ročně, většinou v rozvojových zemích. Zdraví žen ovlivňují i některé tradiční praktiky, jako je ženská obřízka. Celosvětově jsou mladé ženy a dospívající dívky populací nejvíce postiženou HIV/AIDS. Existují také historické případy lékařského zneužívání žen, zejména během 19. století byly ženy neoprávněně zavírány do blázinců, často na žádost manželů a mužských příbuzných. Významnou aktivistkou proti těmto praktikám byla Elizabeth Packard, která byla v roce 1860 díky svému muži nedobrovolně držena v léčebném zařízení. Následně podala žalobu, kterou vyhrála a upozornila tak na problém neoprávněné nedobrovolné hospitalizace. Další aktivistkou byla investigativní novinářka Nellie Bly, která se v roce 1887 vydala v utajení do ústavu pro duševně choré v New Yorku, aby odhalila otřesné podmínky, s nimiž se museli tehdejší pacienti psychiatrických léčeben potýkat.

### Reprodukční práva
Reprodukční práva jsou zákonná práva a svobody týkající se reprodukce a reprodukčního zdraví. Představují široký pojem, který může zahrnovat některá následující práva: právo na legální a bezpečný potrat, právo na kontrolu reprodukčních funkcí, právo na přístup ke kvalitní reprodukční zdravotní péči a právo na vzdělání a přístup, aby se člověk mohl rozhodnout pro reprodukci bez nátlaku, diskriminace a násilí. Reprodukční práva lze chápat také tak, že zahrnují vzdělávání o antikoncepci a pohlavně přenosných infekcích. Často jsou definována tak, že zahrnují svobodu od mrzačení ženských pohlavních orgánů a nuceného potratu a nucené sterilizace. Istanbulská úmluva uznává tato dvě práva v článku 38 a 39. Reprodukční práva jsou chápána jako práva mužů i žen, ale nejčastěji jsou prosazována jako práva žen.
V sedmdesátých letech 19. století rozvíjely feministky koncept dobrovolného mateřství jako politickou kritiku nedobrovolného mateřství a vyjadřovaly touhu po emancipaci žen. Zastánkyně dobrovolného mateřství nicméně neschvalovaly antikoncepci, tvrdily, že ženy by měly provozovat sex pouze za účelem plození dětí, a prosazovaly pravidelnou nebo trvalou abstinenci. V šedesátých letech 20. století prosazovali aktivisté za reprodukční práva právo žen na tělesnou autonomii a tato společenská hnutí vedla v následujících desetiletích v mnoha zemích k získání legálního přístupu k antikoncepci a interrupci. Reprodukční práva byla poprvé projednávána jako podskupina lidských práv na Mezinárodní konferenci OSN o lidských právech v roce 1968, kde se diskutovalo o právech týkajících se sexuální reprodukce a reprodukčního zdraví. Reprodukční práva byla schválena v Káhirském akčním programu na dvacet let, který byl přijat v roce 1994 na Mezinárodní konferenci o populaci a rozvoji (ICPD) v Káhiře, a v Pekingské deklaraci a Pekingské akční platformě v roce 1995.

#### Kontrola porodnosti
Na počátku 20. století byla kontrola porodnosti prosazována jako alternativa k tehdy módním termínům omezování rodiny a dobrovolné mateřství. Výraz "kontrola porodnosti" vstoupil do anglického jazyka v roce 1914 a zpopularizovala jej Margaret Sanger, která působila především v USA, ale ve třicátých letech 20. století si získala mezinárodní reputaci.
Hnutí za kontrolu porodnosti prosazovalo antikoncepci tak, aby umožňovala pohlavní styk podle přání bez rizika otěhotnění. Zdůrazňovalo, že ženy by měly mít kontrolu nad svou reprodukcí, tato myšlenka úzce souvisí s tématem feministického hnutí. Hesla jako „kontrola nad vlastním tělem“ kritizovala mužskou nadvládu a požadovala osvobození žen. V šedesátých a sedmdesátých letech 20. století se hnutí za kontrolu porodnosti zasazovalo o legalizaci potratů a rozsáhlé osvětové kampaně o antikoncepci ze strany vlád. V osmdesátých letech organizace za kontrolu porodnosti a kontrolu populace spolupracovaly při prosazování práv na antikoncepci a potraty a stále více se zdůrazňovala „možnost volby“.
Kontrola porodnosti se stala jedním z hlavních témat politiky Spojených států amerických. Společenské přijetí kontroly porodnosti vyžadovalo oddělení sexu od plození, což z kontroly porodnosti učinilo ve 20. století velmi kontroverzní téma. Kontrola porodnosti se ve Spojených státech stala arénou střetu mezi liberálními a konzervativními hodnotami a vyvolala otázky týkající se rodiny, osobní svobody, státních zásahů, náboženství v politice, sexuální morálky a sociálního zabezpečení.

#### Potrat
Reprodukční práva žen lze chápat jako právo na snadný přístup k bezpečnému a legálnímu potratu. Potratové zákony se liší od úplného zákazu (Dominikánská republika, Salvador, Malta, Nikaragua, Vatikán) až po země, jako je Kanada, kde neexistují žádná právní omezení. V mnoha zemích, kde je potrat zákonem povolen, mohou mít ženy pouze omezený přístup k bezpečně prováděným potratům. V některých zemích je potrat povolen pouze v případě ohrožení života těhotné ženy nebo pokud těhotenství vzniklo v důsledku znásilnění nebo incestu. Existují také země, kde je zákon liberální, ale v praxi je velmi obtížné potrat podstoupit, protože většina lékařů má výhrady svědomí. Skutečnost, že v některých zemích, kde je potrat legální, je de facto velmi obtížné k němu získat přístup, je kontroverzní. OSN ve své rezoluci z roku 2017 o domácím násilí a zintenzivnění úsilí o prevenci a odstranění všech forem násilí na ženách a dívkách vyzvala státy, aby zaručily přístup k „bezpečnému potratu tam, kde jsou povoleny vnitrostátními právními předpisy.
Výbor pro odstranění diskriminace žen považuje kriminalizaci potratů za „porušování sexuálního a reprodukčního zdraví a práv žen“ a za formu „genderově podmíněného násilí“; v obecném doporučení č. 35 o genderově podmíněném násilí na ženách se uvádí, že: „Porušování sexuálního a reprodukčního zdraví a práv žen, jako je nucená sterilizace, nucený potrat, nucené těhotenství, kriminalizace potratu, odepření nebo zpoždění bezpečného potratu a péče po potratu, nucené pokračování těhotenství, zneužívání a špatné zacházení se ženami a dívkami, které hledají informace, zboží a služby v oblasti sexuálního a reprodukčního zdraví, jsou formy genderově podmíněného násilí, které se v závislosti na okolnostech mohou rovnat mučení nebo krutému, nelidskému či ponižujícímu zacházení. Uvedené doporučení také vyzývá země, aby zejména zrušily ustanovení, která umožňují, tolerují nebo schvalují formy genderově podmíněného násilí na ženách, včetně právních předpisů, které kriminalizují potraty.

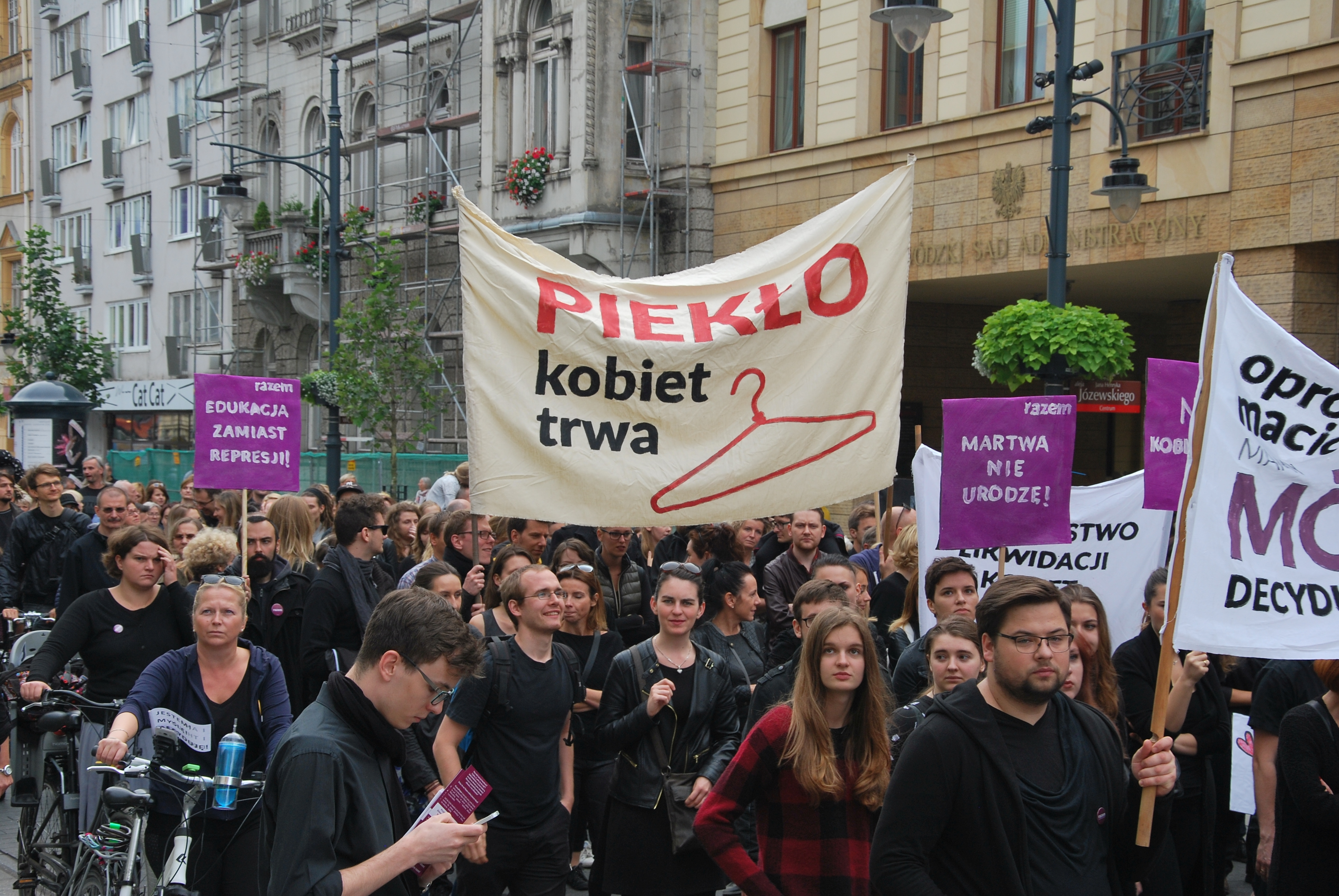
Pochod na podporu práva na potrat, Lodž 2016

Podle organizace Human Rights Watch je "potrat velmi emotivní téma, které vyvolává vyhraněné názory. Spravedlivý přístup k bezpečně provedeným potratům je především lidským právem. Tam, kde je potrat bezpečný a legální, není nikdo nucen jej podstoupit. Tam, kde jsou potraty nelegální a nebezpečné, jsou ženy nuceny nechtěné těhotenství donosit nebo následkem potratu trpí vážnými zdravotními následky a může dojít i k úmrtí. Přibližně 13 % mateřské úmrtnosti lze celosvětově přičíst nebezpečným potratům, ročně je to 68 000 až 78 000 úmrtí. Podle Human Rights Watch odepření práva těhotné ženy na nezávislé rozhodnutí o potratu porušuje nebo ohrožuje celou řadu lidských práv. Afroameričanky mají pětkrát vyšší pravděpodobnost, že podstoupí potrat, než bělošky.
Katolická církev a mnoho dalších křesťanských vyznání, zejména ta, která jsou považována za křesťanskou pravici, a většina ortodoxních židů nepovažují potrat za právo, ale za morální zlo a smrtelný hřích.
Rusko bylo první zemí, která legalizovala potraty. Po Říjnové revoluci, ženské křídlo bolševické strany přesvědčilo bolševiky, aby legalizovali potraty jako „dočasné opatření“. Bolševici legalizovali potraty v listopadu 1920. Bylo to poprvé ve světové historii, kdy ženy získaly právo na bezplatný potrat ve státních nemocnicích.

#### Zneužívání při porodu
Zneužívání žen během porodu se v poslední době stalo celosvětovým problémem a je základním porušením práv ženy. Zneužíváním během porodu se rozumí zanedbávání, fyzické týrání a nedostatek respektu během porodu. Takové zacházení má za následek, že ženy nevyhledávají předporodní péči a nevyužívají další zdravotnické služby.

#### Dětské sňatky
Dětské sňatky jsou rozšířeny po celém světě a často souvisí s chudobou a nerovností pohlaví. Ohrožují reprodukční zdraví mladých dívek a vedou ke zvýšenému riziku komplikací v těhotenství nebo při porodu. Tyto komplikace jsou hlavní příčinou úmrtí dívek v rozvojových zemích.

#### Nucené těhotenství
Nucené těhotenství je praxe, kdy je žena nebo dívka nucena otěhotnět, často jako součást vynuceného manželství, včetně únosu nevěsty, znásilnění (včetně manželského, válečného a genocidního znásilnění) nebo jako součást programu chovu otroků. Jedná se o formu reprodukčního nátlaku, v historii byla běžná a v některých částech světa se stále vyskytuje. Ve 20. století praktikovaly některé autoritářské vlády státem nařízené nucené sňatky s cílem zvýšit počet obyvatel, zejména režim Rudých Khmerů v Kambodži systematicky nutil lidi do sňatků s příkazem mít děti, aby zvýšil počet obyvatel a pokračoval v revoluci.

### Osvobození od násilí
Násilí na ženách je souhrnně násilné jednání, které je pácháno především nebo výhradně vůči ženám. V Deklaraci OSN o odstranění násilí na ženách se uvádí, že „násilí vůči ženám je projevem historicky nerovných mocenských vztahů mezi muži a ženami a je jedním z rozhodujících společenských mechanismů, jimiž jsou ženy nuceny k podřízenému postavení ve srovnání s muži.“ Úmluva Rady Evropy o prevenci a potírání násilí vůči ženám a domácího násilí, známá také jako Istanbulská úmluva, uvádí následující definici násilí na ženách: násilí vůči ženám je chápáno jako porušování lidských práv a forma diskriminace žen a zahrnuje násilí na základě pohlaví, které vedou nebo mohou vést k fyzické, sexuální, psychické nebo ekonomické újmě či utrpení žen, včetně hrozeb takovými činy, nátlaku nebo svévolného zbavení svobody, ať už k nim dochází ve veřejném nebo soukromém životě. Násilí na ženách může být pácháno jednotlivci, skupinami nebo státem, může k němu docházet v soukromí nebo na veřejnosti. Některé formy násilí vůči ženám mají dlouhou kulturní tradici, například vraždy ze cti, násilí spojené s věnem, mrzačení ženských pohlavních orgánů. Světová zdravotnická organizace považuje násilí na ženách za závažný problém veřejného zdraví a porušení lidských práv žen.

### Rodinné právo
V rodinném právu, kterému dominovali muži, měly ženy jen minimum práv, protože byly pod kontrolou manžela nebo mužských příbuzných. Právní koncepce, které existovaly po celá staletí, udržovaly ženy pod přísnou kontrolou jejich manželů. Omezení vyplývající z manželských zákonů se rozšířila také na veřejný život, příkladem je praxe omezování zaměstnávání vdaných žen. Zvyklosti jako věno nebo cena za nevěstu byly a v některých částech světa jsou nadále velmi rozšířené. Některé země dodnes vyžadují pro ženy mužského poručníka, bez něhož nemohou vykonávat občanská práva. Mezi další škodlivé praktiky patří sňatky mladých dívek, často s mnohem staršími muži.
V mnoha právních systémech měl manžel úplnou moc nad rodinou. Například ve Španělsku za Francovy diktatury byla role ženy definována jako role ženy v domácnosti, která se musela do značné míry vyhýbat veřejné sféře, aby se mohla starat o děti, ale zákonná práva nad dětmi náležela otci, až do roku 1970 mohl manžel dát dítě z rodiny k adopci bez souhlasu své ženy. Ženy ve Španělsku potřebovaly až do roku 1975 souhlas svého manžela (označovaný jako permiso marital) k mnoha činnostem, včetně zaměstnání, cestování mimo domov a vlastnictví majetku. Jednou z posledních evropských zemí, která zavedla rovnost pohlaví v manželství bylo Švýcarsko, práva vdaných žen byla značně omezena až do roku 1988, kdy vstoupily v platnost právní reformy zajišťující rovnost pohlaví v manželství a rušící zákonnou pravomoc manžela. Reformy byly schváleny těsnou většinou 54,7 % hlasů v referendu v roce 1985.
Další oblastí zájmu feministek jsou zákony o cizoložství kvůli extrémním právním a společenským rozdílům mezi tím, jak se v mnoha kulturách v trestním a rodinném právu zacházelo s cizoložstvím žen a mužů. Za cizoložství ženy hrozily přísné tresty až po trest smrti a násilné represe, například vraždy ze cti, zatímco u mužů bylo často tolerováno, dokonce podporováno jako symbol mužského společenského postavení. V Evropě to platilo zejména v jižní Evropě, zejména v zemích Středomoří, jako je Itálie a Řecko. Tyto normy ilustruje tradice ve francouzské kultuře, kdy muži z vyšších vrstev mají milenky, spolu s tolerancí zločinů z vášně (francouzsky: crime passionnel) spáchaných vůči nevěrným manželkám. Francouzský trestní zákoník z roku 1810, který zůstal v platnosti až do roku 1975, přistupoval odlišně k cizoložství žen a mužů. Stanovil shovívavost pro muže, který zabil svou manželku přistiženou při cizoložství, ale nikoliv pro ženu, která za podobných okolností zabila svého manžela. Podobné normy existovaly i ve Španělsku (zločin z vášně do roku 1963 a cizoložství definované odlišně pro ženy a muže do roku 1978).

## Ženská hnutí
První ženskou mezinárodní organizací, která se zabývala prosazováním lidských práv žen, byla Mezinárodní rada žen (International Council of Women, ICW). V březnu a dubnu 1888 se ve Washingtonu sešlo 80 řečníků a 49 delegátek zastupujících 53 ženských organizací z 9 zemí: Kanady, Spojených států amerických, Irska, Indie, Anglie, Finska, Dánska, Francie a Norska. Účastnily se ženy z profesních organizací, odborů, uměleckých skupin a dobročinných spolků. Součástí ICW jsou národní rady jednotlivých států, které se tak zviditelňují na mezinárodní úrovni. V roce 1904 se ICW sešla v německém Berlíně. Ve dvacátých letech 20. století ICW spolupracovala se Společností národů a po druhé světové válce s Organizací spojených národů. Dnes má ICW poradní status při Hospodářské a sociální radě OSN, což je nejvyšší akreditace, kterou může nevládní organizace v OSN získat. V současné době sdružuje 70 zemí a má sídlo ve švýcarském Lausanne. Mezinárodní konference se konají každé tři roky.
V následujících desetiletích se práva žen opět stala důležitým tématem v anglicky mluvícím světě. V 60. letech 20. století se toto hnutí nazývalo „feminismus“ nebo „osvobození žen“. Reformátorky chtěly stejné platy jako muži, rovná práva v zákonech a svobodu plánovat rodinu nebo děti vůbec nemít. Jejich úsilí se setkalo se smíšenými výsledky.
Ve Spojeném království se veřejnost vyslovila pro právní rovnost, mimo jiné díky rozsáhlému zaměstnávání žen v tradičních mužských rolích během obou světových válek. V 60. letech 20. století byl připraven legislativní proces, který se odvíjel od zprávy výběrového výboru poslance Willieho Hamiltona, jeho návrhu zákona o stejné odměně za stejnou práci, vytvoření Rady pro diskriminaci na základě pohlaví, návrhu antidiskriminačního zákona o pohlaví Lady Sear a vládní zelené knihy z roku 1973. V roce 1975 vstoupil v platnost první britský zákon o diskriminaci na základě pohlaví, zákon o rovném odměňování, a vznikla Komise pro rovné příležitosti. S podporou britské vlády brzy ostatní země EHS přišly s dohodou, která měla zajistit postupné zrušení diskriminačních zákonů v celém Evropském společenství.

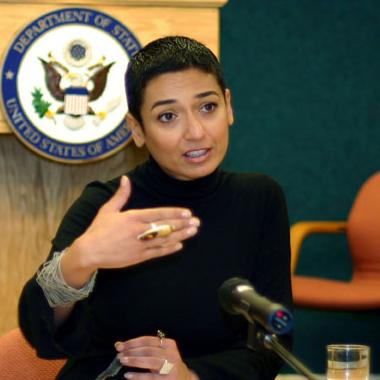
Americká spisovatelka a aktivistka iráckého původu Zainab Salbi, zakladatelka organizace Women for Women International.

V USA byla v roce 1966 založena Národní organizace pro ženy (National Organization for Women ,NOW), jejímž cílem je dosáhnout rovnoprávnosti všech žen. NOW byla jednou z důležitých skupin, která bojovala za dodatek o rovných právech (Equal Rights Amendment, ERA). Tento dodatek stanovil, že rovnost práv před zákonem nesmí být Spojenými státy ani žádným státem odepřena nebo omezena z důvodu pohlaví. Existovaly však neshody ohledně toho, jak by měl být navrhovaný dodatek chápán. Zastánci se domnívali, že zaručí ženám rovné zacházení. Kritici se však obávali, že by mohl ženám upřít právo na finanční podporu ze strany jejich manželů. Dodatek zanikl v roce 1982, protože jej neratifikoval dostatečný počet států. ERA byl zařazen i v následujících kongresech, ale stále se jej nepodařilo ratifikovat.
Women for Women International (WfWI) je nezisková humanitární organizace, která poskytuje praktickou a morální podporu ženám, které přežily válku. WfWI pomáhá těmto ženám obnovit jejich životy po válečné destrukci prostřednictvím celoročního několikastupňového programu, který začíná přímou finanční pomocí a emocionálním poradenstvím a v případě potřeby zahrnuje výuku životních dovedností (např. literární a matematické gramotnosti), vzdělávání v oblasti práv, zdravotní výchovu, školení v oblasti pracovních dovedností a rozvoj drobného podnikání. Organizaci v roce 1993 spoluzaložili Zainab Salbi, irácká Američanka, která sama přežila íránsko-iráckou válku, a její tehdejší manžel Amjad Atallah.
Národní rada žen Kanady (National Council of Women of Canada) je kanadská nevládní organizace se sídlem v Ottawě, jejímž cílem je zlepšovat podmínky pro ženy, rodiny a komunity. Je federací celostátně organizovaných spolků mužů a žen a místních a provinčních rad žen a je kanadským členem Mezinárodní rady žen (ICW). Rada se zabývá otázkami volebního práva žen, přistěhovalectví, zdravotní péče, vzdělávání, masmédií, životního prostředí a mnoha dalšími. byla založena 27. října 1857 v Torontu v Ontariu a je jednou z nejstarších aktivistických organizací v zemi.

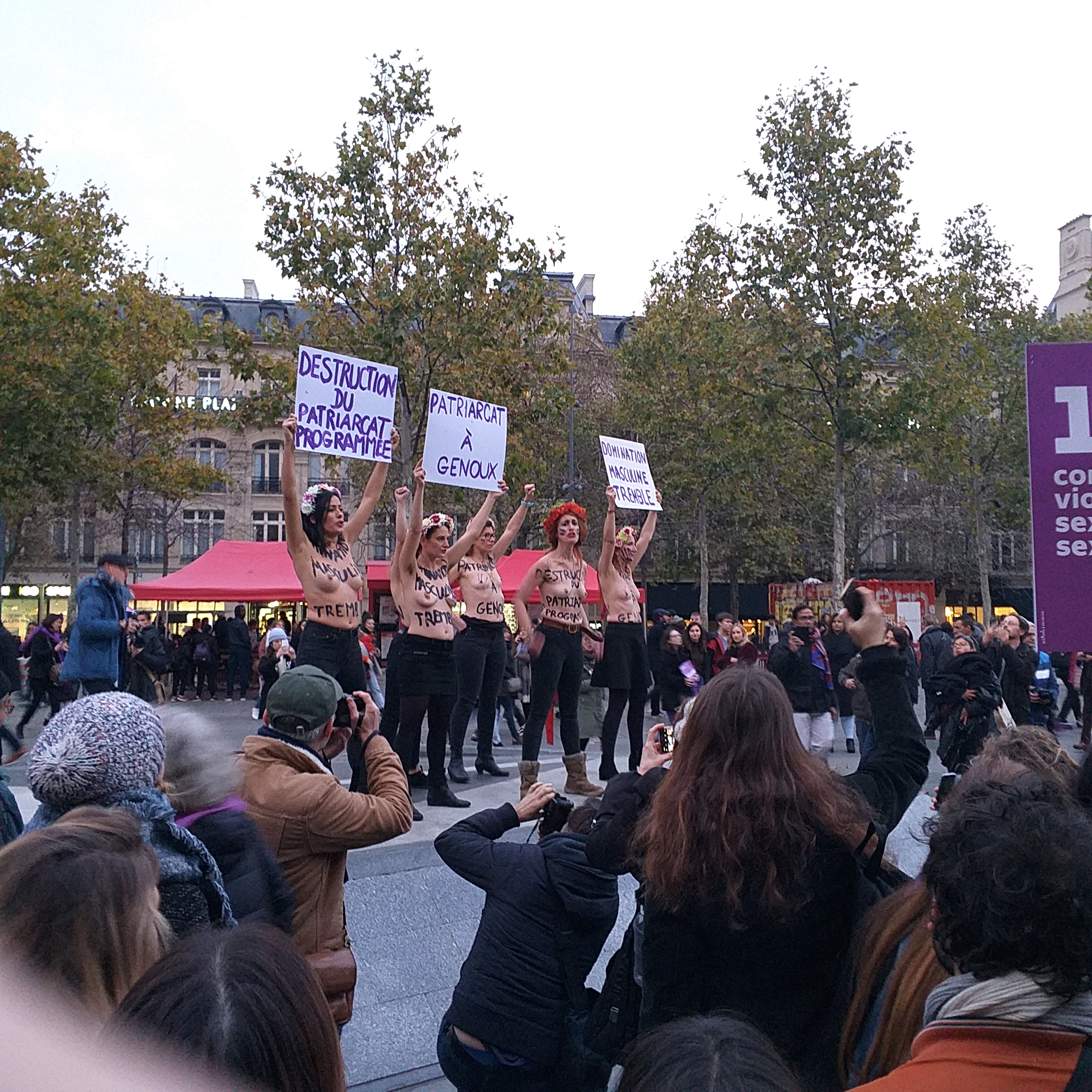
Aktivistky FEMEN, pochod proti násilí vůči ženám, Paříž 23. listopadu 2019

Sdružení pro ochranu a obranu práv žen v Saúdské Arábii je saúdská nevládní organizace, která se zaměřuje na prosazování ženských práv. Založily ji Wajeha al-Huwaider a Fawzia Al-Uyyouni a vyrostla z hnutí z roku 2007, jehož cílem bylo získat pro ženy právo řídit automobil. V rozhovoru z roku 2007 al-Huwaider popsala cíle hnutí: „Sdružení bude usilovat o prosazení různých práv jako zastoupení žen u soudů šaría, stanovení minimálního věku pro sňatky dívek, umožnění ženám, aby se samy staraly o své záležitosti na vládních úřadech, a umožnění jim vstupovat do vládních budov, ochrana žen před domácím násilím a bránění ženě ve studiu, práci či manželství, nebo nucení k rozvodu...".
Na Ukrajině byla v roce 2008 založena organizace FEMEN. Organizace je mezinárodně známá svými protesty proti sexuálním turistům, mezinárodním sňatkovým agenturám, sexismu a dalším společenským, národním a mezinárodním sociálním problémům. FEMEN má skupiny sympatizantů v mnoha evropských zemích prostřednictvím sociálních médií.

### Organizace spojených národů a světové konference
V roce 1946 zřídila Organizace spojených národů Komisi pro postavení žen, původně jako útvar pro postavení žen při oddělení pro lidská práva v odboru pro sociální záležitosti, později jako součást Hospodářské a sociální rady (ECOSOC). Od roku 1975 pořádá OSN řadu světových konferencí o ženské problematice, počínaje Světovou konferencí k Mezinárodnímu roku žen v Mexico City. Tyto konference vytvořily mezinárodní fórum pro práva žen, ale také ukázaly rozpory mezi ženami různých kultur a obtíže při pokusech o univerzální uplatňování zásad. 268] Uskutečnily se čtyři světové konference, první v Mexico City (Mezinárodní rok žen, 1975), druhá v Kodani (1980) a třetí v Nairobi (1985). Na čtvrté světové konferenci o ženách v Pekingu (1995) byla podepsána Akční platforma. Ta obsahovala závazek dosáhnout „rovnosti žen a mužů a posílení postavení žen“. Stejný závazek byl znovu potvrzen všemi členskými státy OSN na Summitu tisíciletí v roce 2000 a promítl se do Rozvojových cílů tisíciletí, kterých mělo být dosaženo do roku 2015.
V roce 2010 byla na základě rezoluce Valného shromáždění 63/311 založena organizace UN Women sloučením Oddělení pro podporu žen, Mezinárodního výzkumného a vzdělávacího ústavu pro podporu žen, Úřadu zvláštního poradce pro genderové otázky a Rozvojového fondu OSN pro ženy.

### Mezinárodní ženská práva
Hnutí za mezinárodní práva žen se ve srovnání s hnutím za ženská práva na západě potýká s jinými problémy. Přestože se mu říká hnutí za mezinárodní práva žen, někdy je známé také jako feminismus třetího světa. Mezinárodní práva žen se zabývají problémy, jako jsou manželství, sexuální otroctví, nucené sňatky dětí a mrzačení ženských pohlavních orgánů. Podle organizace EQUAL MEANS EQUAL „OSN přichází s děsivými statistikami: Obětí mrzačení ženských pohlavních orgánů (rituálu, při němž se mladé dívce odstraní klitoris, aby se zajistila její věrnost) je 130 milionů. Přibližně 60 milionů dívek se stává 'dětskými nevěstami', které jsou nuceny se vdát, někdy poté, co byly uneseny a znásilněny." V rámci boje s těmito problémy vznikla Úmluva o odstranění všech forem diskriminace žen. Byla zavedena, aby pomohla proti diskriminaci v oblasti vzdělávání, manželství, sexuálního násilí a politiky. Netýká se nicméně jen nezápadních zemí a ratifikovalo ji 193 států. Mezi země, které se postavily proti, patří Írán, Palau, Somálsko, Severní a Jižní Súdán, Tonga a Spojené státy americké.

#### Světová banka
Ve zprávě Světové banky z roku 2019 se uvádí, že ženy mají rovnocenná zákonná práva jako muži pouze v šesti zemích světa, jsou to Belgie, Dánsko, Francie, Lotyšsko, Lucembursko a Švédsko.

## Násilí vůči ženám

### Deklarace OSN
Deklaraci o odstranění násilí vůči ženám přijala OSN v roce 1993. Definuje násilí páchané na ženách jako „libovolný akt násilí na základě pohlaví, který vede nebo může vést k fyzické, sexuální nebo psychické újmě či utrpení žen, včetně hrozeb těmito činy, nátlaku nebo svévolného zbavení svobody, k němuž dochází ve veřejném nebo soukromém životě.“ Rezoluce stanovila, že ženy mají právo na to, aby nebyly vystavovány násilí a jejím důsledkem bylo, že Valné shromáždění vyhlásilo v roce 1999 25. listopad Mezinárodním dnem za odstranění násilí vůči ženám.

### Istanbulská úmluva
Úmluva Rady Evropy o prevenci a potírání násilí vůči ženám a domácího násilí, známá také jako Istanbulská úmluva, je prvním právně závazným nástrojem v Evropě v oblasti domácího násilí a násilí páchaném na ženách a vstoupila v platnost v roce 2014. Země, které ji ratifikují, musí zajistit, aby formy násilí definované v textu úmluvy byly postaveny mimo zákon. V preambuli úmluvy se uvádí, že „realizace právní a faktické rovnosti žen a mužů je klíčovým prvkem prevence násilí vůči ženám“. Úmluva rovněž obsahuje definici domácího násilí jako „všechny činy fyzického, sexuálního, psychického nebo ekonomického násilí, k nimž dochází v rodině nebo v domácí jednotce nebo mezi bývalými či současnými manžely nebo partnery, bez ohledu na to, zda pachatel sdílí nebo sdílel s obětí stejné bydliště.“ Ačkoli se jedná o úmluvu Rady Evropy, může k ní přistoupit kterákoli země.

### Znásilnění a sexuální násilí
Znásilnění, někdy nazývané sexuální násilí, je útok osoby zahrnující pohlavní styk s jinou osobou nebo sexuální penetraci jiné osoby bez jejího souhlasu. Znásilnění je obecně považováno za závažný sexuální trestný čin a také za občanskoprávní útok. Pokud je znásilnění a sexuální otroctví součástí rozsáhlé a systematické praxe, je v současné době uznáváno jako zločin proti lidskosti a také jako válečný zločin. Znásilnění je nyní rovněž považováno za formu genocidy, pokud je spácháno s úmyslem zcela nebo částečně zničit cílovou skupinu.
Vysvětlující memorandum k Římskému statutu, které vymezuje jurisdikci Mezinárodního trestního soudu, uznává znásilnění, sexuální otroctví, nucenou prostituci, nucené těhotenství, nucenou sterilizaci „nebo jakoukoli jinou formu sexuálního násilí srovnatelné závažnosti“ za zločin proti lidskosti, pokud je toto jednání součástí rozšířené nebo systematické praxe. Také Vídeňská deklarace a akční program odsuzují systematické znásilňování, stejně jako vraždu, sexuální otroctví a nucené těhotenství, jako „porušení základních zásad mezinárodních lidských práv a humanitárního práva“ a vyžadují obzvláště účinnou reakci.

### Nucený sňatek a otroctví
Doplňková úmluva o zrušení otroctví, obchodu s otroky a praktik podobných otroctví z roku 1956 definuje „instituce a praktiky podobné otroctví“ takto:    c) jakoukoli instituci nebo praxi, při níž:
- žena je bez práva odmítnout přislíbena nebo dána do manželství za úplatu v penězích nebo v naturáliích svým rodičům, opatrovníkovi, rodině nebo jiné osobě či skupině nebo
- manžel ženy, jeho rodina nebo jeho klan má právo za obdrženou hodnotu předat ženu jiné osobě nebo
- žena po smrti svého manžela může být zděděna jinou osobou;

Istanbulská úmluva vyžaduje, aby země, které smlouvu ratifikují, zakázaly nucené sňatky (článek 37) a zajistily, aby nucené sňatky mohly být snadno zrušeny bez další viktimizace (článek 32).

### Obchodování s lidmi
Protokol o prevenci, potlačování a trestání obchodování s lidmi, zejména se ženami a dětmi (označovaný také jako Protokol o obchodování s lidmi nebo Protokol OSN o TIP) je protokol k Úmluvě proti nadnárodnímu organizovanému zločinu. Je jedním ze tří palermských protokolů. Jeho účel je definován v článku 2 prohlášení o účelu následovně:
- (a) předcházet obchodování s lidmi a bojovat proti němu, přičemž zvláštní pozornost je věnována ženám a dětem
- (b) chránit oběti tohoto obchodování a pomáhat jim při plném respektování jejich lidských práv a
- (c) podporovat spolupráci mezi smluvními státy za účelem dosažení těchto cílů